# Centro Histórico de Porto Alegre
El Centro Histórico es un barrio de la ciudad brasileña de Porto Alegre, capital del estado de Río Grande del Sur. Fue creado por la ley 2022 del 7 de diciembre de 1959 con el nombre de "Centro" y modificado por la ley 4685 del 21 de diciembre de 1979. El 22 de enero del 2008 se fijó su denominación actual mediante ley 10364. Sus barrios colindantes on Cidade Baixa, Farroupilha, Bom Fim, Independência, Floresta y Praia de Belas.
El Centro Histórico es el área urbanizada más antigua de Porto Alegre y, desde su origen, ha sido el principal foco de la ciudad, siendo sede del gobierno municipal y estadual así como centro de concentración de comercios, bancos, museos y centros culturales. Es una región cargada de historia con gran número de edificaciones declaradas como patrimonio municipal, estadual o nacional, que reflejan todas las fases evolutivas de la arquitectura de Porto Alegre, con muchos ejemplares de gran importancia. Densamente edificado, en la segunda mitad del siglo XX comenzó a experimentar un progresivo deterioro con la proliferación del comercio ambulante ilegal, el deterioro de los edificios históricos, el éxodo poblacional, problemas de seguridad e higiene y congestión vehicular. Desde entonces, ha sido objeto de varios proyectos de fomento y revitalización que trajeron resultados positivos pero muchos problemas aún permanecen sin resolverse y cargados de controversia.

## Orígenes y evolución

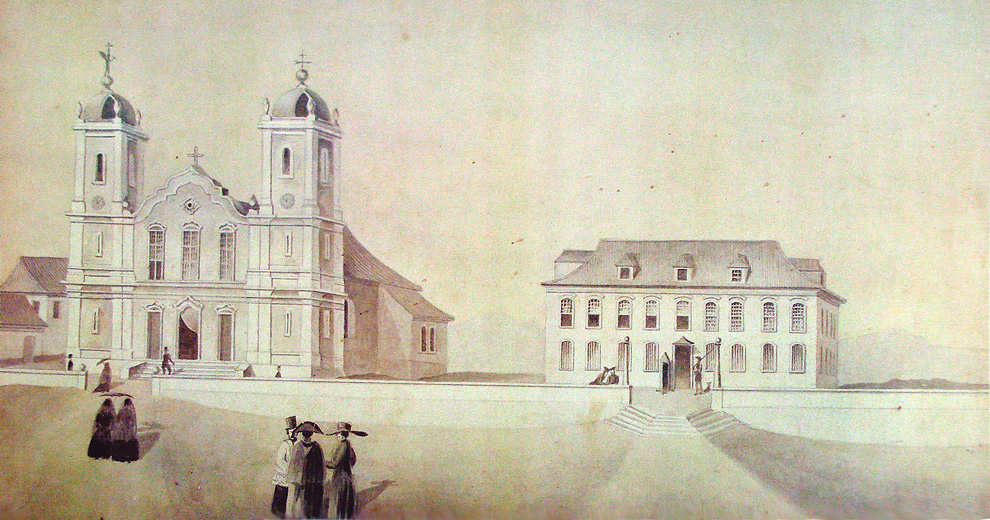
La antigua iglesia matriz y el palacio del gobernador, los dos primeros edificios importantes de la ciudad, levantados a partir de la década de 1770. Aquarela de Herrmann Wendroth, c. 1851

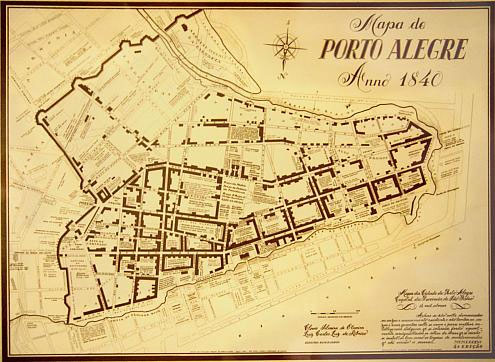
Mapa de Porto Alegre en 1840, definiendo la parte más antigua del Centro Histórico, y se ve al a izquierda las fortificaciones levantadas para la defensa de la ciudad durante la Revolución Farroupilha.

Los orígenes del Centro Histórico se confunden con la misma historia de la formación de Porto Alegre y, durante mucho tiempo, su área actual correspondió a los límites de la ciudad entera. Su poblamiento se inició alrededor de 1732 cuando se establecieron algunas familias a las riberas del lago Guaíba, en la punta de la península que define el Centro y junto a la desembocadura del arroyo Dilúvio, donde había un atracadero que fue llamado "Puerto do Viamão" o "Puerto de Dornelles", una adecuación de la palabra "Ornellas", que hacía referencia al apellido del sesmerio Jerônimo de Ornelas, que había recibido tierras en el área del Morro Santana. En la península, donde hoy está Rúa da Praia, los colonos levantaron una pequeña capilla consagrada a São Francisco das Chagas, que fue elevada a curato em 1747, y alrededor de esta capilla comenzó a organizarse efectivamente la primera urbanización de la futura Porto Alegre.
En 1750 el gobernador de Santa Catarina, Manoel Escudeiro de Souza, recibió órdenes de enviar al Puerto de Viamão parte de las parejas que estaban por llegar de las Azores para colonizar el sur del país. En 1751 se seleccionaron 60 familias, que sumaban un total de 300 personas, que llegaron al lugar en enero de 1752, siendo establecidas en tierras ya demarcadas en el Morro Santana. Sin embargo, el lugar era pobre en fuentes de agua y fue abandonado, mudándose la gente a las cercanías del puerto que, por esta razón, pasó a ser conocido como "Puerto de las Parejas" (en portugués: Porto dos Casais). en 1752 llegó una nueva cantidad de azorianos que se unieron a los cerca de 60 milicianos del destacamento del coronel Cristóvão Pereira de Abreu. Junto con la tropa vino el primer religioso, un capellán militar carmelita, Frai Faustino Antônio de Santo Alberto. Todavía en 1752, el área de la península fue expropiada y puesta a disposición de manera legal para los colonos ya establecidos pero la división y entrega de los lotes rurales individuales sólo se daría en 1772. El primer espacio público construido fue el cementerio, en la ribera del Guaíba y en las proximidades de la Praça da Harmonia que, de inmediato, fue transferido para el Morro da Praia, actual Praça da Matriz.
El asentamiento siguió recibiendo más colonos pero siguió siendo un pequeño poblado compuesto principalmente de casas de barro con techo de paja que fue elevado a freguesia el 26 de marzo de 1772, fecha oficial de fundación de la actual capital gaúcha, con el nombre de "Freguesia de São Francisco do Porto dos Casais". En esa ocasión se delimitó un área de 141 ha. para la consolidación del centro urbano, ocupando toda la península. Su destino cambiaría radicalmente cuando, al año siguiente, fue transformada en capital de la capitanía por el gobernador Marcelino de Figueiredo, sustituyendo a Viamão. Al mismo tiempo su patrón pasó de ser São Francisco das Chagas a Nossa Senhora Madre de Deus, denominándose entonces, "Freguesia da Nossa Senhora Madre de Deus de Porto Alegre".
A partir de entonces, la pequeña ciudad comenzó a ser reorganizada para cumplir su nuevo papel. En 1774 se construyeron el Arsenal de Guerra, la primera Iglesia Matriz y el Palacio do Governador, y cuatro años después, se levantaron las fortificaciones en el perímetro opuesto al lago. En las dos décadas siguientes, ya había diversas alfarerías en actividad, indicando una creciente actividad edilicia. Astilleros ya construían navíos bajo encargo para Río de Janeiro, el comercio en general se estructuraba, los concejales se preocupaban con el embellecimiento y limpieza de las calles y plazas. También comenzaban a tomar forma alguna de las plazas más antiguas de Porto Alegre como la Praça XV, la Praça da Matriz y la Praça da Alfândega.

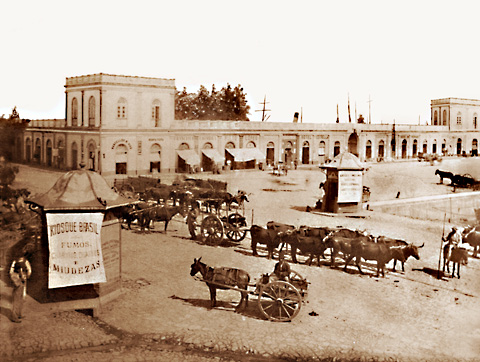
El Mercado Público en 1875

Durante la Revolución Farroupilha el Centro fue cercado con fortificaciones, pero a pesar del aumento poblacional, la malla urbana sólo volvería a crecer al final de la revolución y la demolición de las líneas de defensa. La importancia del puerto de la ciudad para la circulación de personas y bienes por toda la provincia crecía de igual manera, lo que iniciaría un proceso de ampliación de la ciudad a costa del lago, con la construcción de sucesivas mejoras y diques en la costa. En el Centro se realizaban mejoras en diversos equipamientos públicos, construyéndose fuentes para el abastecimiento de agua, modernizándose la iluminación pública, extendiendo las calles, creando nuevos cementerios, una nueva cárcel, asilos y una nueva cámara, una casa de ópera (el Theatro São Pedro), ampliando el Mercado Público y estructurando la atención médica con la consolidación de la Santa Casa de Misericórdia y de la Beneficencia Portuguesa. En la década de 1880, comenzó a ser tendencia la conurbación del Centro con los arrabales más cercanos.
Poco después, en una nueva orden política orientada por el positivismo y amparada por un gran crecimiento industrial y poblacional, se dio énfasis a la modernización de la ciudad que pasó a ser vista como la tarjeta de presentación de Río Grande del Sur. Según esa visión, el Centro recibió muchas mejoras en infraestructura al mismo tiempo que se desencadenó un intenso programa de obras para la construcción de edificios públicos imponentes.

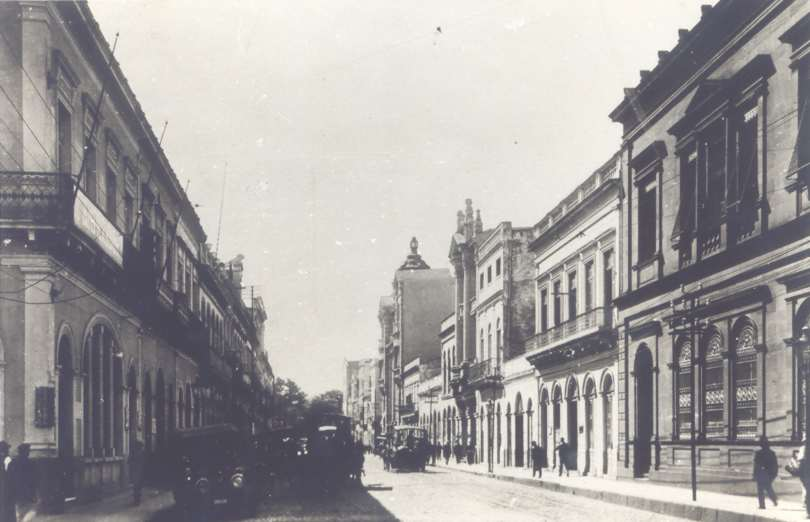
La rúa Sete de Setembro en la década de 1920

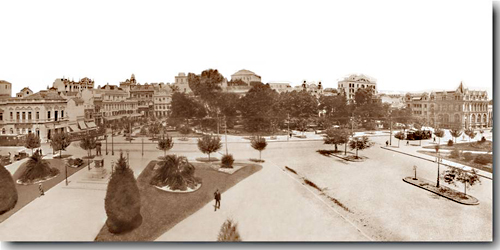
La Praça da Alfândega reurbanizada, 1929

Esta aceleración que duró hasta mediados de la década de 1930, fue conocida como la fase áurea de la arquitectura portoalegrense, renovando el paisaje urbano según una estética ecléctica la cual, por influencia de la prestigiosa comunidad alemana, fue rápidamente imitada por las élites para la construcción de sus nuevos palacetes. Fue entonces cuanto se irguieron algunos de los más significativos y lujosos edificios públicos de la capital, cargados de simbolismos éticos, sociales y políticos, que se manifestaban de forma más llamativa en la decoración alegórica de las fachadas.  Son ejemplos bien ilustrativos de esa tendencia el Palacio Piratini, el Palacio Municipal, la Biblioteca Pública, el Banco da Província, los Correos y Telégrafos y la Delegación Fiscal, buena parte de ellos construidos por la asociación entre el arquitecto Theodor Wiederspahn, el ingeniero Rudolf Ahrons y el decorador João Vicente Friedrichs, todos de origen alemán. Esa evolución urbanística acompañó el surgimiento de una nueva cultura burguesa estimulada por el flujo de nuevos migrantes e inmigrantes(que ahora incluían judíos, españoles, ingleses, franceses, platinos y otros), la introducción de nuevas tecnologías en el área de los transportes y la ingeniería, y por la consolidación de una élite capitalista que hizo que la socialización y los espacios públicos sean más complejos, exclusivos y diversificados.
Otávio Rocha se empeñó aún más en reformar la ciudad, deseando transformarla en una "nueva París". El proyecto urbano ya pasaba a ser considerablemente determinado por el rápido aumento de vehículos circulantes. De esta forma, su programa enfatizaba el aspecto de la circulación, previéndose la construcción de avenidas largas, bulevares y rotondas y, para ello, especialmente en el área central, se derrumbaron decenas de antiguos caserones y construcciones decadentes, que simbolizaban pobreza y atraso, al mismo tiempo que se incrementaba diversos equipamientos urbanos y servicios públicos. También se inició una campaña de "saneamiento moral" del centro mediante el combate a la prostitución, la mendicidad, el juego y el alcoholismo.
Los ideales positivistas también influenciaron el plano cultural. Como consecuencia de eso, se fundaron muchos establecimientos que mostraban el interés del gobierno por las diversas áreas de la vida social e intelectual del estado republicano como el Archivo Público del Estado, el Instituto Livre de Belas Artes, y el Museo Júlio de Castilhos, al mismo tiempo en que comenzaba a dar frutos la actividad de las primeras facultades, instaladas a finales del siglo XIX: Farmácia y Química en 1895, Ingeniería en 1896, Medicina en 1898 y Derecho en 1900, creando con eso una nueva categoría social: la de los estudiantes académicos, con hábitos e incluso una jerga peculiares.

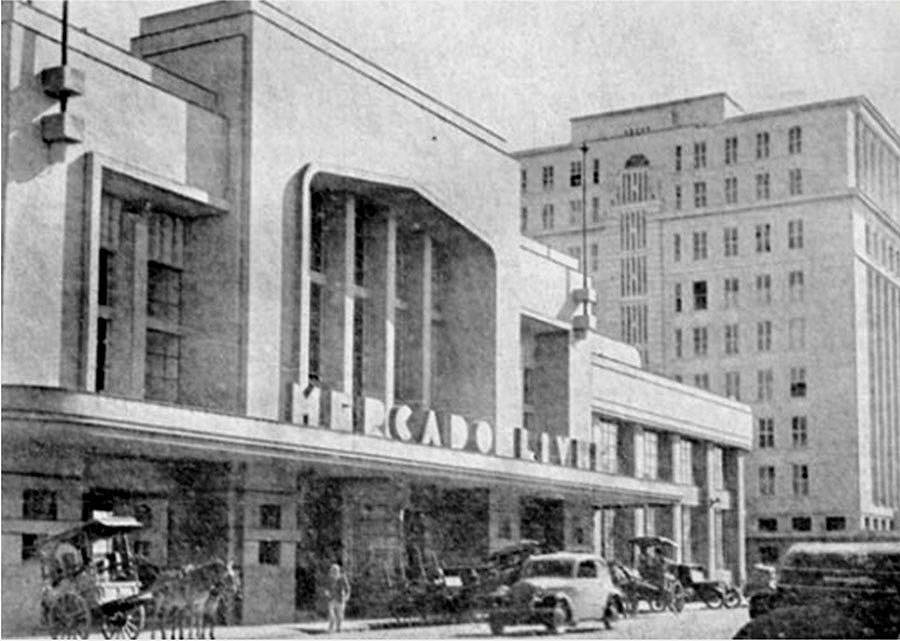
El antiguo Mercado Libre, ícono de la arquitectura Déco, hoy demolido

La década de 1950 fue la del auge del Centro de Porto Alegre. Ya estaba densamente edificado y tenía a la Rúa da Praia como la principal pasarela de la élite, transformada de lugar de los mayoristas a zona comercial elegante, atrayendo también la instalación de varios cafés, confiterías, cines y restaurantes. Se convirtió además en el lugar preferido para la reunión popular en eventos cívicos y manifestaciones políticas, algunas veces como testigo de violencia colectiva. En verdad, en esta época solamente se consagró definitivamente el papel que la Rúa da Praia ya venía desempeñando en la cultura urbana desde mucho antes, la de columna vertebral y principal arteria de circulación de bienes e ideas de la ciudad, centro aglutinador e irradiador de tendencias y cultura, y emblema de identidad para los portoalegrenses. Llegó incluso a convertirse en un escenario y tema recurrente en la producción cultural y literaria de la ciudad.
Thompson Flores, asumiendo la alcaldía en 1969, tuvo un gobierno caracterizado por grandes obras, en especial en el área de los transportes, favorecido por el efecto económico del Milagro Brasileño. Construyó grandes viaductos pero el enfoque tecnicista de los proyectos dejó de lado la voluntad popular en la priorización de las inversiones y aspectos elementales de paisajismo urbano. En ese afán progresista, desaparecieron varios edificios antiguos, algunos de gran significado histórico y arquitectónico. La fisonomía del Centro se empobreció ya que la calidad general de las nuevas edificaciones decayó y, salvo raras excepciones, no pudo ocupar el lugar icónico de tantas edificaciones históricas valiosas que habían sido destruidas.

## Declive y revitalización

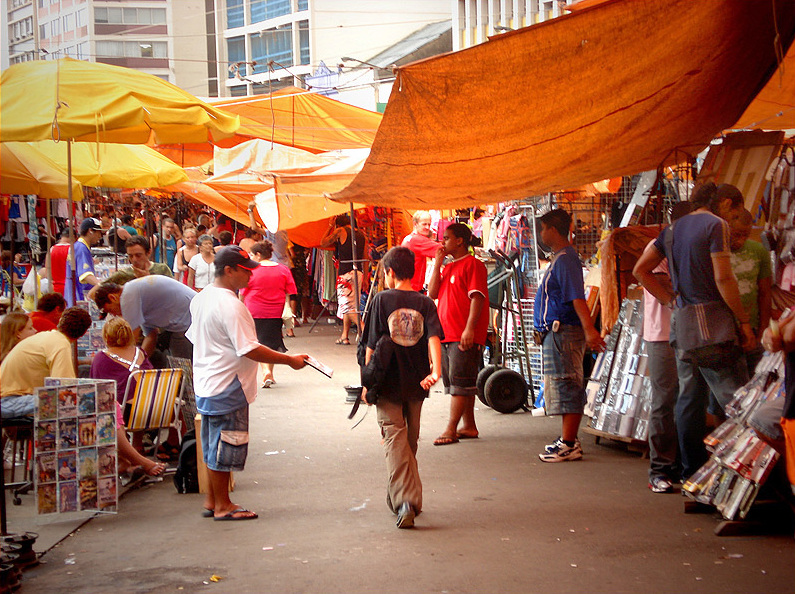
Comercio informal en el Centro, antes de la construcción del mercadillo

La decadencia del Centro Histórico se inició cuando se dio permiso, en los años 60, para la venta ambulante. La situación se hizo caótica cuando el alcalde Alceu Collares expidió, en los años 1980, licencias para la actividad, aumentando el número autorizado a una enorme cantidad. A medida que los ambulantes ocuparon las calles centrales, el comercio tradicional desaparecía y muchas tiendas como Bromberg, Marinha Magazine y Guaspari cerraron. Varios otros establecimientos que daban elegancia al Centro en años anteriores cerraron sus puertas incluyendo cines, confiterías, cafés y restaurantes.
Aún en los años 80, varios otros factores entraron en juego para deteriorar el Centro: el declive de su antiguo distrito industrial, la formulación de un nuevo padrón de zonificación urbana, perdiendo mucho de su carácter residencial, las escasas posibilidades de atender la demanda de vivienda, la especulación inmobiliaria, el aumento de la criminalidad, la descentralización de las inversiones y construcción de centros comerciales en los barrios, y la mudanza de varios órganos administrativos estaduales y municipales para otras zonas. Al mismo tiempo, el área central comenzó a perder residentes y de comercios de lujo, haciendo inexorable su degradación. Según Brawers et alii,

"Enquanto a população de Porto Alegre crescia 26% no último quarto do séc XX, o Centro perdia um terço de seus habitantes. Quinze mil pessoas debandaram, reduzindo a população da área de 49 mil em 1980 para 34 mil hoje (2006). O bairro apresentou taxa de crescimento negativa de 1,7% ao ano no período de 1991 a 2000. Segundo a Secretaria do Planejamento Municipal, um de cada 10 imóveis do bairro está desocupado.... O Centro é hoje, entre os 78 bairros de Porto Alegre, aquele com maior número de imóveis usados à venda, 8% do total da cidade".
«Mientras que la población de Porto Alegre creció un 26% en el último cuarto del siglo XX, el Centro perdió un tercio de sus habitantes. Quince mil personas se marcharon, reduciendo la población de la zona de 49.000 habitantes en 1980 a 34.000 en la actualidad (2006). El barrio registró una tasa de crecimiento negativa del 1,7% anual entre 1991 y 2000. Según el Departamento Municipal de Planificación, una de cada 10 viviendas del barrio está desocupada..... Entre los 78 barrios de Porto Alegre, Centro es actualmente el que tiene el mayor número de inmuebles usados en venta, el 8% del total de la ciudad».

Paralelamente, mientras los órganos administrativos intentaban reorganizar el tejido urbano sobre bases más objetivas, con la creación del Equipo de Patrimonio Histórico y Cultural, en 1981, se inició un proceso de estudio y rescate de los bienes culturales de propiedad municipal de especial interés histórico, social y arquitectónico, sistematizando las declaraciones como patrimonio histórico iniciados unos años antes, en 1979. También se reconoció finalmente la existencia del «Centro Histórico» como núcleo urbano de interés social y cultural específico, y se propusieron medidas de conservación y desarrollo sostenible. Esta iniciativa tuvo un hito importante en la recuperación de la Usina do Gasômetro, que se transformó en un centro cultural en 1991, desencadenando un cambio en la forma en que la población veía el Centro Histórico. Sin embargo, los problemas no se resolvieron inmediatamente. En 2006, el periodista Luiz Carlos Vaz aún lamentaba el estado de abandono en que se encontraba la zona:

"Pensava-se que a humanização se faria presente quando foram implantados os calçadões. A idéia era que, restringindo-se a circulação de carros, as pessoas poderiam se movimentar com mais facilidade e que, até mesmo, os comerciantes experimentariam dias melhores. Mas esses foram se retraindo à medida que se desvirtuavam as intenções do poder público. Ambulantes, desocupados e a bandidagem tomaram as ruas principais, afugentando, por óbvio, qualquer empreendimento, especialmente no ramo de alimentação e lazer. Há anos que as administrações prometem intervir no Centro, mas tudo segue piorando. Os calçadões estão virados em colchas de retalhos, consequência de sucessivas obras subterrâneas. Sujeira se acumula em calçadas encardidas e, por vezes, repugnantes, em que pese o trabalho do DMLU. Igualmente vergonhosa é a situação das avenidas Borges de Medeiros e Salgado Filho e da Praça XV, cujo entorno é outro caos permanente".
«Se pensó que la humanización llegaría con el trazado de los paseos marítimos. La idea era que, al restringir la circulación de coches, la gente podría moverse con más facilidad y que los comerciantes incluso vivirían días mejores. Sin embargo, se redujeron al desvirtuarse las intenciones del gobierno. Los vendedores ambulantes, los desocupados y las bandas se han adueñado de las calles principales, ahuyentando obviamente cualquier negocio, sobre todo en los sectores de la alimentación y el ocio. Durante años, las administraciones han prometido intervenir en el centro, pero todo sigue empeorando. Las aceras se han convertido en colchas de retazos como consecuencia de las sucesivas obras de soterramiento. La suciedad se acumula en aceras mugrientas y a veces repugnantes, a pesar del trabajo de la DMLU. Igualmente vergonzosa es la situación de las avenidas Borges de Medeiros y Salgado Filho y de la Praça XV, cuyos alrededores son un caos permanente»

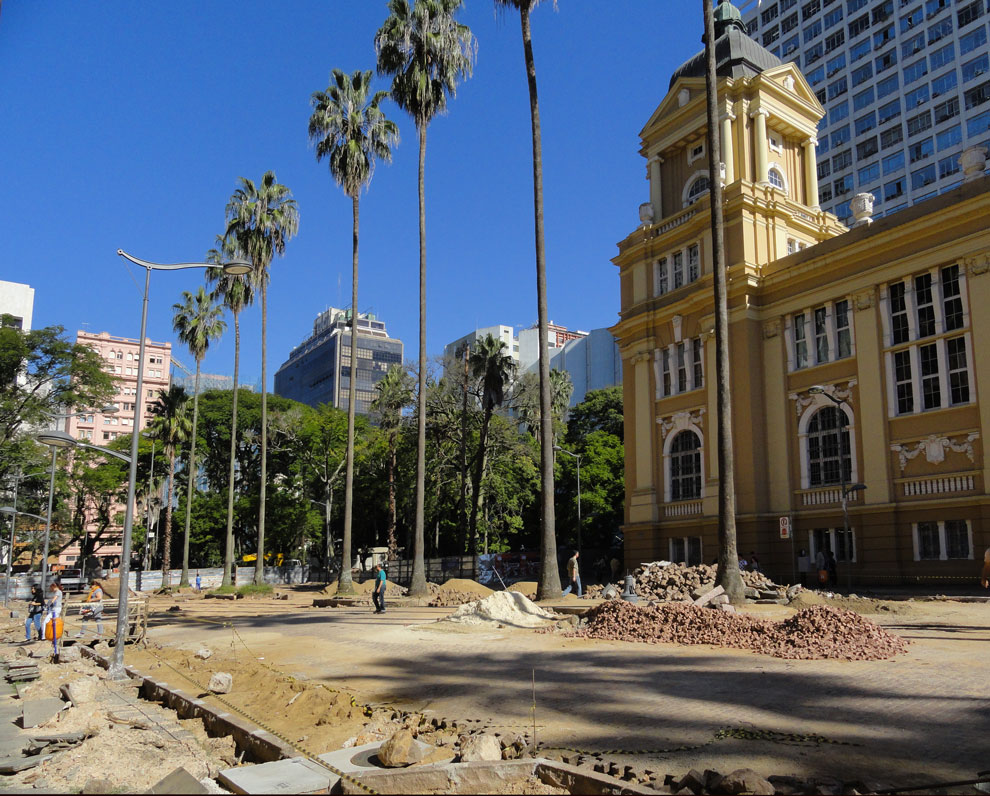
Obras de revitalización de la Praça da Alfândega y la Avenida Sepúlveda, 2010

En el 2009, en un intento de pacificar el problema de los ambulantes, la alcaldía inauguró un gran mercadillo con espacios alquilados a los comerciantes. El proyecto, de 19 mil m², llamado "Centro Popular de Compras", fue polémico, recibiendo tanto críticas como elogios. Por otro lado, la salida de los comerciantes del corazón del Centro Histórico propició la reorganización de la tradicional Praça XV, incluyendo la restauración y ampliación de su famoso chalé. Otros programas fueron implementados por la alcaldía con la finalidad de revitalizar el Centro Histórico. El "Programa de Arrendamitno Residencial" (PAR), integrante del Programa de Reabilitación de Áreas Urbanas Centrales conducido por el Ministério das Cidades, y en asociaciónc on el Departamento Municipal de Vivienda y la Caixa Econômica Federal, busca disminuir el déficit de vivienda a través de lac ompra de inmuebles listos, vacíos o en construcción, incentivando la ocupación residencial del Centro. Otro es el Programa Monumenta, coordinado por el Ministério da Cultura en asociación con el Consejo de Patrimonio Histórico y Cultural, que identificó un gran número de edificaciones y espacios de interés histórico y cultural en el barrio e hizo grandes inversiones para su recuperación. También se está desarrollando el Projeto Viva o Centro, um plan de gobierno solidario del área centra de la ciudad que busca convertir al Centro en un barrio de oportunidades para todos, organizándose en tres directrices básicas: calidad del espacio urbano, valorización de la imagen pública del Centro y fortalecimiento de su dinámica funcional.
Ya el proyecto Viva o Centro a Pé, promovido por la Coordinación de la Memoria Cultural del municipio, hacía más de diez años que ofrecía rutas turísticas guiadas por profesores y especialistas en historia y patrimonio, visitando edificios y lugars públicos históricos. Para Cardoso & Carvalho, «la fascinación del Centro Histórico constituye un espacio de encantamiento, proporcionando un puente entre el pasado y el presente, despertando a la población a la valorización de su memoria colectiva, donde las acciones simbólicas nos conducen a la magia de tiempos no vividos, traídos a nosotros a través del vínculo entre la memoria ancestral y la vida cotidiana actual». y los proyectos de conservación y divulgación desarrollados por organismos municipales, estatales y federales pretenden «hacer accesible la historia, la cultura y el patrimonio material e inmaterial a diferentes tipos de visitantes, despertando el interés por conocer, explorar y reflexionar sobre el significado del lugar, poniendo de relieve detalles, pistas y relaciones»..
Estas iniciativas han dado resultados positivos. Según datos del Ayuntamiento, la tendencia reciente de la población ha sido al alza: entre 2000 y 2010 había entre 36.862 y 39.154 residentes, que habitaban 17.254 viviendas. Una encuesta de opinión realizada en 2006 indicaba que, aunque la población seguía teniendo ciertas reservas sobre seguridad, higiene y otras cuestiones, el tema del Centro Histórico suscitaba un gran compromiso entre los entrevistados en respuestas entusiastas llenas de variados comentarios espontáneos, principalmente sobre la rica historia del lugar. En febrero de 2011, el periódico Zero Hora publicó un artículo sobre el regreso del Centro como lugar atractivo para vivir y hacer negocios. Según el artículo, esto se debe principalmente a las grandes inversiones en restauración de edificios y al mayor control del comercio informal. Para los nuevos residentes, muchos de los cuales son diseñadores, arquitectos, publicistas y artistas interesados en pisos que recuerdan el glamur de los años 40 y 50, el Centro vuelve a ser tan elegante como lo fue en el pasado. En 2021, la Cámara Municipal aprobó el proyecto de creación del Polo Histórico, Cultural, Turístico, Gastronómico y de Ocio del Centro Histórico, con el objetivo de «la reactivación económica mediante la concesión de incentivos fiscales a los establecimientos comerciales ubicados en el barrio», previendo la puesta en valor del patrimonio arquitectónico, el turismo, la interacción social, el entretenimiento y el ocio.

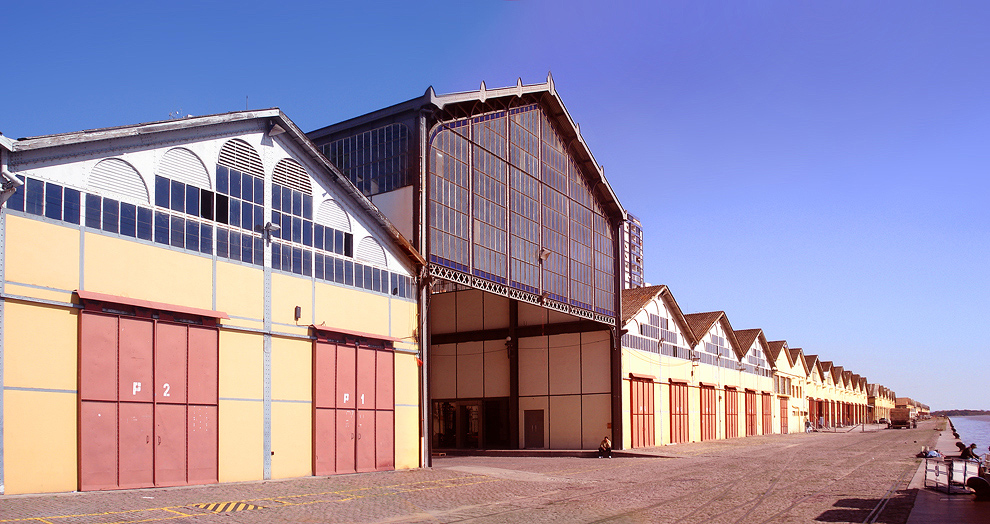
Cais Mauá, centro de uma controvérsia sobre su revitalización

A pesar de los avances logrados, el debate sobre la verdadera vocación del Centro Histórico y las mejores formas de mantenerlo funcional, intacto, integrador y atractivo sigue abierto. Entre los problemas no resueltos están la congestión del tráfico y la descaracterización histórica, y hay críticas sobre los criterios de revitalización y ocupación de determinadas zonas, la falta de seguridad y la higiene. Para el profesor Paulo Roberto Rodrigues Soares, «entre las diversas discusiones sobre el futuro de Porto Alegre, una de las cuestiones más importantes es la del Centro Histórico, especialmente su recuperación como espacio público de convivencia e interacción social para toda la ciudad y la región metropolitana. El debate es complejo y en él tienen cabida propuestas y opiniones muy diversas, incluso algunas que, aun reproduciendo argumentos gastados y de sentido común, siguen teniendo eco en los medios de comunicación.» En el 2022 la alcaldía fue multada por la IPHAN por "conducta y actividad lesiva al patrimonio cultural edificado", por haber asfaltado parte de la Rúa da Praia revestida de antiguos adoquines. El Cais Mauá (en español: "Muelle Mauá") esta hace años esté en el centro de una gran controversia sobre su proyecto de revitalización. El área ha sido declarada patrimonio histórico pero fue concesionada a un grupo privado para su desarrollo pero el contrato fue resuelto por el gobierno luego de diez años sin avances. El diálogo entre el poder público y la sociedad tampoco ha sido productivo y el proyecto ha sido duramente criticado por un nutrido grupo de especialistas, estudiantes y profesores de la UFRGS, del Instituto de Arquitectos de Brasil sección RS, del Observatorio de la Metrópolis, parlamentarios de la Asamblea Legislativa y de la Cámara Municipal y otros activistas del patrimonio, que defienden una propuesta de revitalización centrada en la preservación de su función pública y cultural, frente a la especulación inmobiliaria y la comercialización, la elitización, la gentrificación y la fragmentación urbana.

## Hitos

### Plaza de la Matriz y alrededores

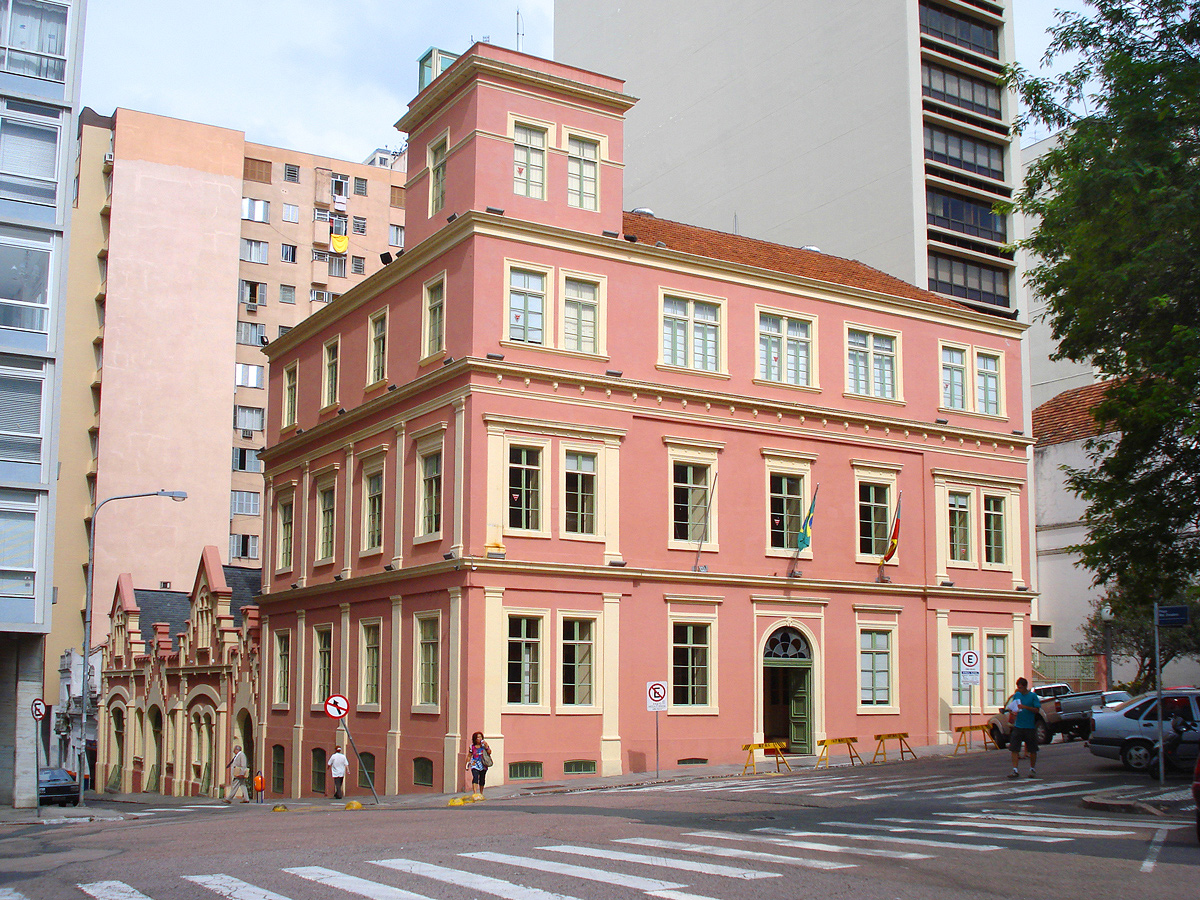
Palacio del Ministerio Público

Teatro São Pedro

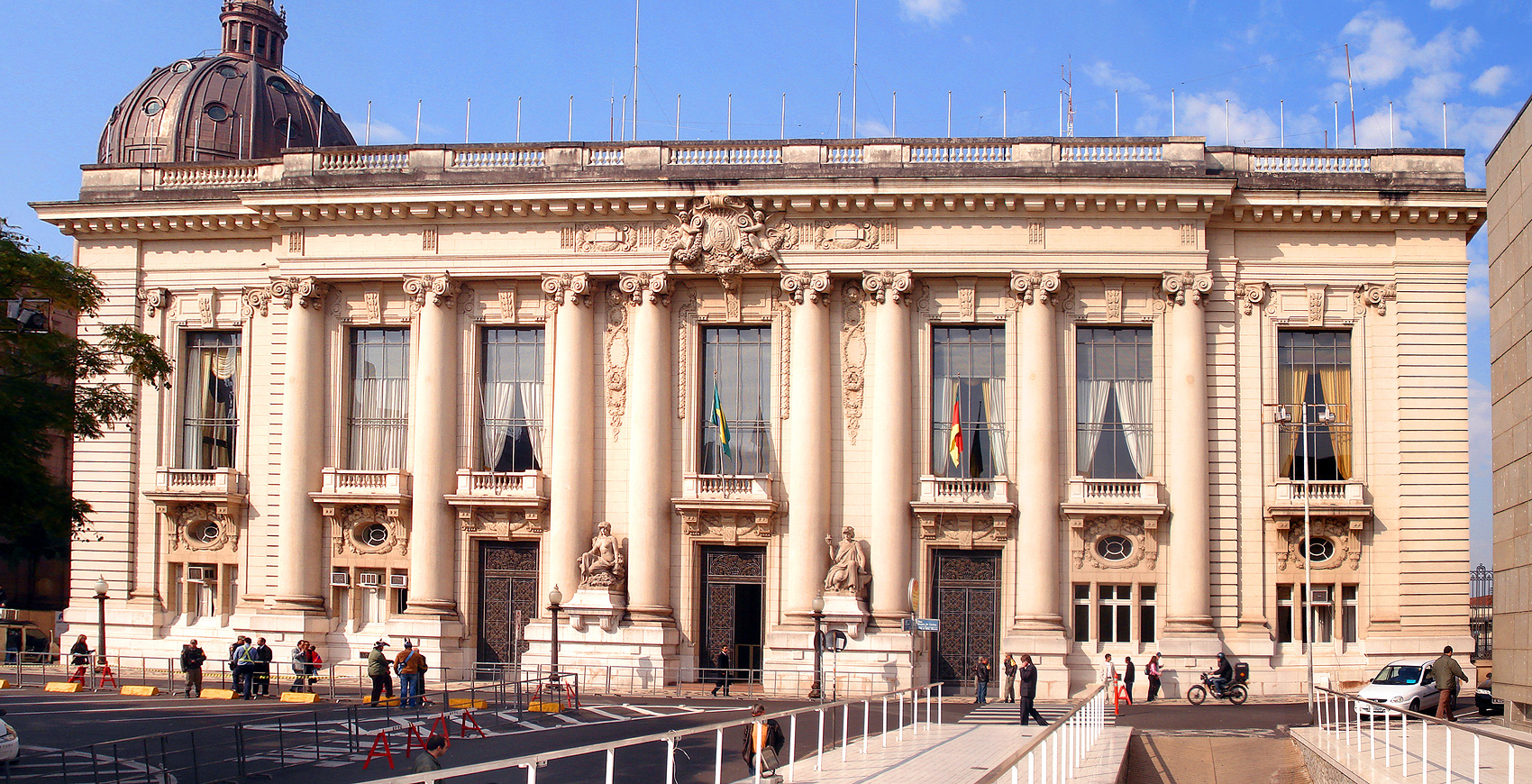
Palacio Piratini

La Plaza de la Matriz, cuyo nombre oficial es Plaza Marechal Deodoro, fue uno de los primeros espacios públicos a establecerse en Porto Alegre y luego se convirtió en el principal centro político, religioso y cultural de la ciudad. Sin embargo, su configuración original ha sido bastante modificada. Antiguamente poseía los monumentos públicos más antiguos de la ciudad, el Chafariz do Imperador, de 1866, com estatuas en mármol alegóricas de los grandes ríos que forman el lago Guaíba, hoy instalada en la Hidráulica Moinhos de Vento, y el monumento al Conde de Porto Alegre, de 1885, hoy ubicado en la plaza homónima. Se destaca en la plaza el imponente Monumento a Júlio de Castilhos, de Décio Villares, con varias esculturas en bronce. La plaza y su entorno son patrimonio nacional. En su alrededor existen importantes edificios, destacándose:
- Catedral metropolitana de Porto Alegre, construcción neoclásica erguida a partir de 1921 para reemplazar a la antigua matriz del siglo XVIII, se mantuvo en construcción hasta 1986. Impresiona por su monumentalidad y atrae la mirada por la originalidad de soluciones plásticas en la fachada.[44] Fue declarada como patrimonio por el municipio junto con el edificio de la Curia Metropolitana, que se ubica tras de ella.
- Curia Metropolitana de Porto Alegre (Rúa do Espírito Santo 95), antiguo Seminario Episcopal y hoy sede administrativa de la arquidiócesis de Porto Alegre, es un palacete grande de estilo. neoclásico construido entre 1865 y 1888. En palabras de Athos Damasceno, es el monumento más importante de la ciudad.[45][46]
- Casa da Junta (Rúa Duque de Caxias, n.º 1029), erguida en 1790, es el más antiguo remanente edificado de la época de la fundación de la ciudad. Albergó originalmente a la Junta de Administración y Recaudación de la Real Hacienda, y entre 1835 y 1967 sirvió como sede de la Asamblea Legislativa. En 1981 fue declarada patrimonio histórico y hoy funciona allí el Monumento del Legislativo.[47]
- Palacio del Ministerio Público, sede de un museo y centro cultural además de ser uno de los más antiguos edificios públicos de Porto Alegre, fue por algún tiempo el palacio de gobierno, antes de que se terminara de construir el Palácio Piratini. Ha sido declarado como patrimonio histórico.[48]
- Palacio Piratini, sede del gobierno estadual, un suntuoso palacio de estilo eclético que sustituyó al antiguo Palacio de Barro, desde 1986 declarado como patrimonio histórico estadual y desde el 2000 como nacional.[49]
- Theatro São Pedro, construcción neoclásica inaugurada en 1858, fue considerado por todos los viajeros del siglo XIX como digno de cualquier capital europea. Después de una brillante carrera hasta mediados del siglo XX, recibiendo compañías de ópera y teatro y músicos de renombre internacional, cayó en abandono y estuvo a punto de ser demolido en los años 70 debido a su deterioro. Hoy, restaurado, es uno de los teatros más célebres de Brasil.[50] Ha sido declarado patrimonio histórico estadual [51] y luego como nacional.[52]
- Museo Júlio de Castilhos (Rúa Duque de Caxias números 1231 e 1205), ocupando dos casonas, fue residencia de Júlio de Castilhos, es el museo más antiguo del estado. Los edificios fueron declarados patrimonio histórico estadual y su colección como patrimonio histórico nacional y reúne artículos de valor histórico, artístico, etnográfico y arqueológico relacionada, en su mayoría, con la historia de Río Grande del Sur. Sus secciones referidas a la Guerra de los Farrapos y a la Guerra de la Triple Alianza son especialmente ricas. El museo también preserva importantes ejemplos de esculturas hechas en las reducciones indígenas por jesuitas e indios.[53]
- Solar dos Câmara (Rúa Duque de Caxias, n.º 968), construido entre 1818 y 1824 como residencia de José Feliciano Fernandes Pinheiro, Visconde de São Leopoldo. Fue residencia también del Visconde de Pelotas y de su nieto Armando Pereira da Câmara. Es el edificio residencial más antiguo de la ciudad con espacios Es el edificio residencial más antiguo de la ciudad, con exquisitos espacios en su interior, y fue catalogado por el IPHAN en 1963. Hoy funciona como centro cultural bajo la administración de la Asamblea Legislativa.[54]
- Archivo Público del estado (Rúa Riachuelo, n.º 1031), creado el 8 de marzo de 1906 y funcionando en un edificio declarado patrimonio histórico estadual, el Archivo Público mantiene el mayor acervo documental del estado, con más de 18 millones de artículos. Es de importancia fundamental para la investigación y la divulgación de la historia gaúcha.[55]
- Biblioteca Pública del estado (Rúa Riachuelo, n.° 1190), creada en 1871, alberga un vasto acervo bibliográfico con una significativa sección de obras raras. En el 2000, su edificio, de arquitectura influenciada por el positivismo, fue declarado patrimonio histórico nacional.[56]
- Solar Palmeiro, ejemplo típico de las edificaciones de la élite adinerada de inicio del siglo XX, con rica decoración en la fachada y un aspecto elegante.[57]
- Palacio Farroupilha, sede de la Asamblea Legislativa. Es un edificio modernista levantado en los años 1950 siendo uno de los mejores ejemplos de ese estilo en la ciudad.

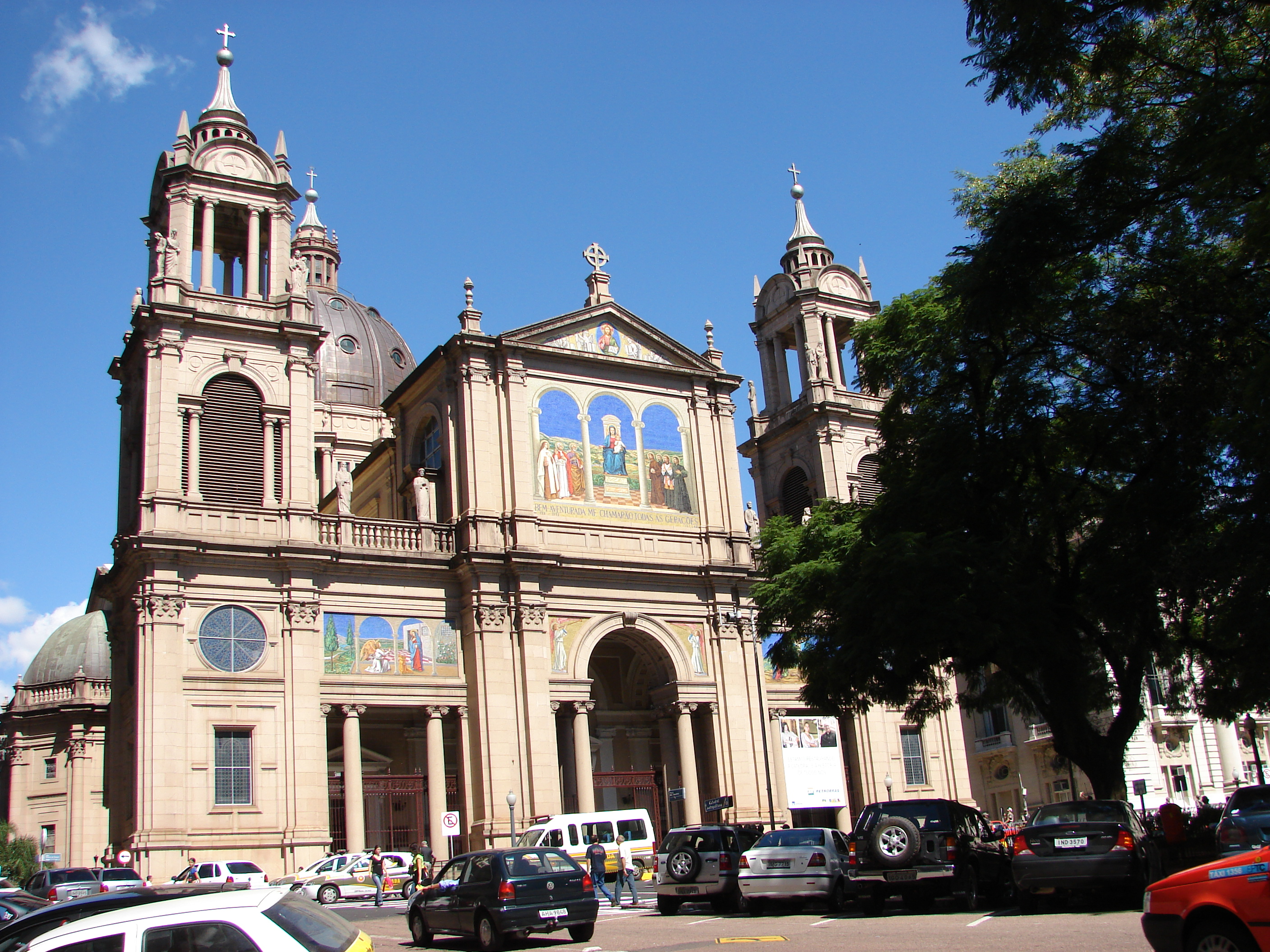
Catedral Metropolitana
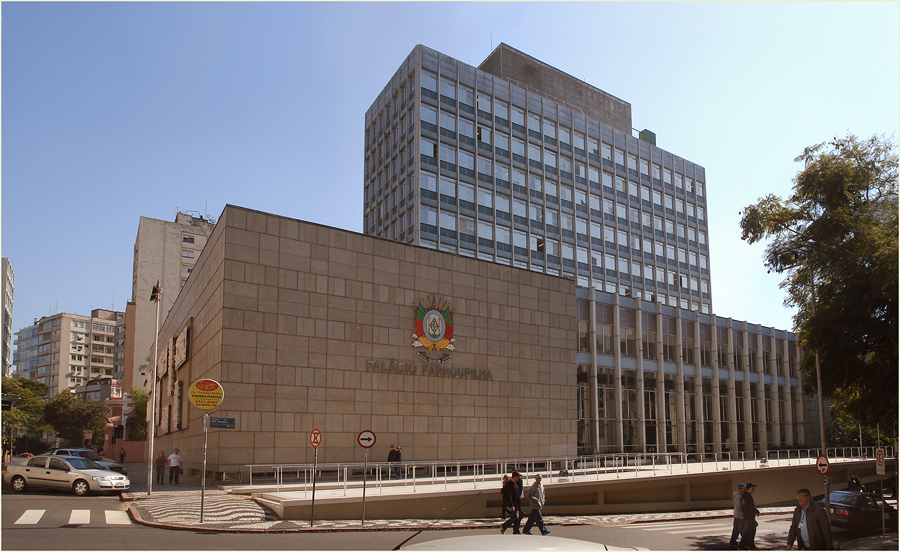
Palacio Farroupilha
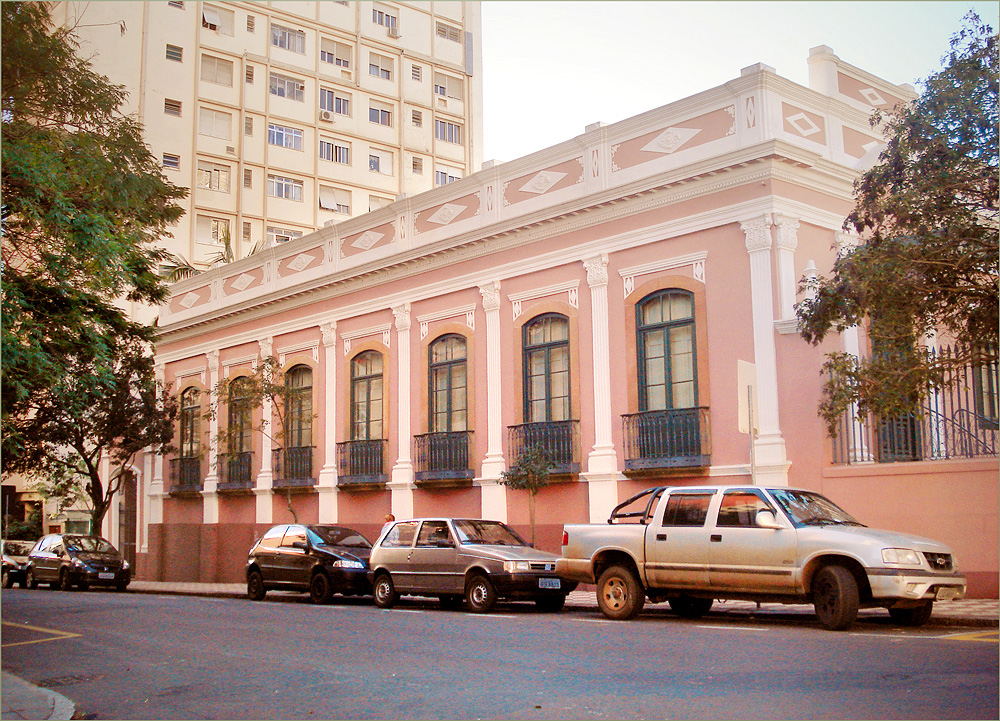
Solar dos Câmara
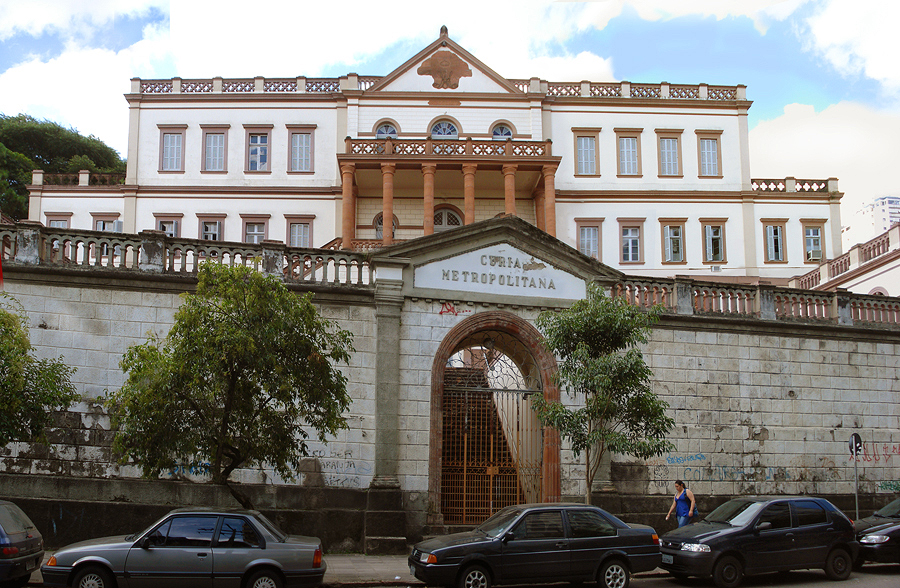
Curia Metropolitana de Porto Alegre
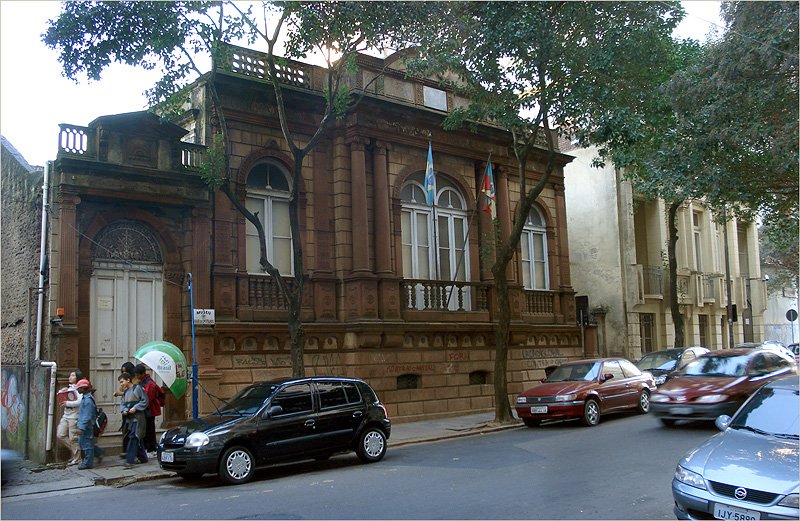
Museo Júlio de Castilhos
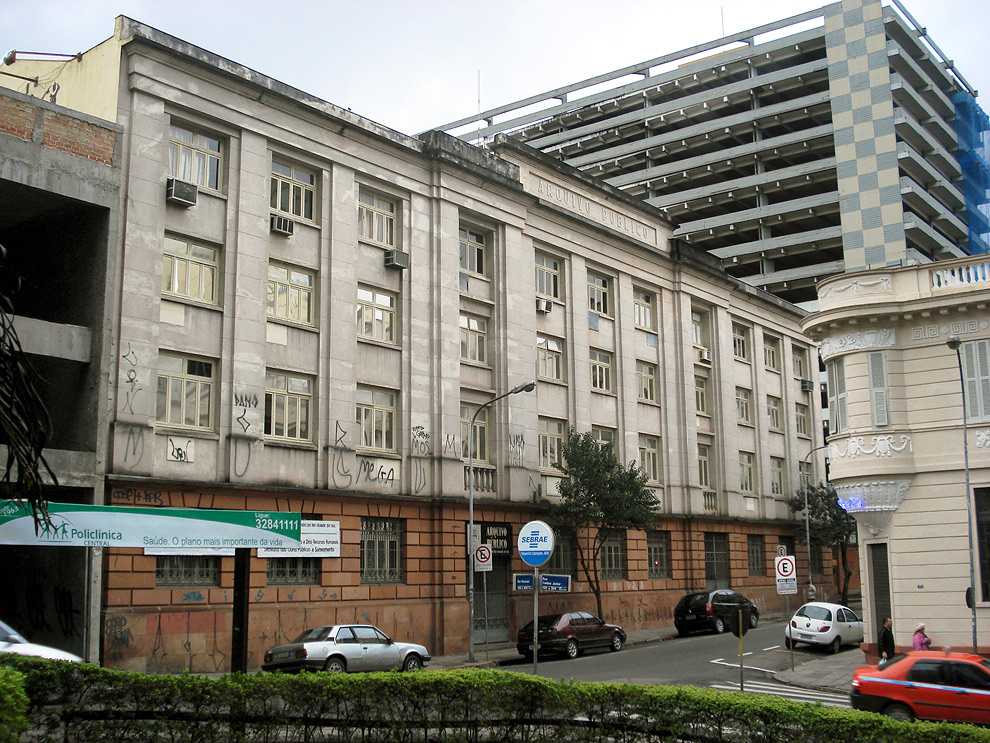
Archivo Público
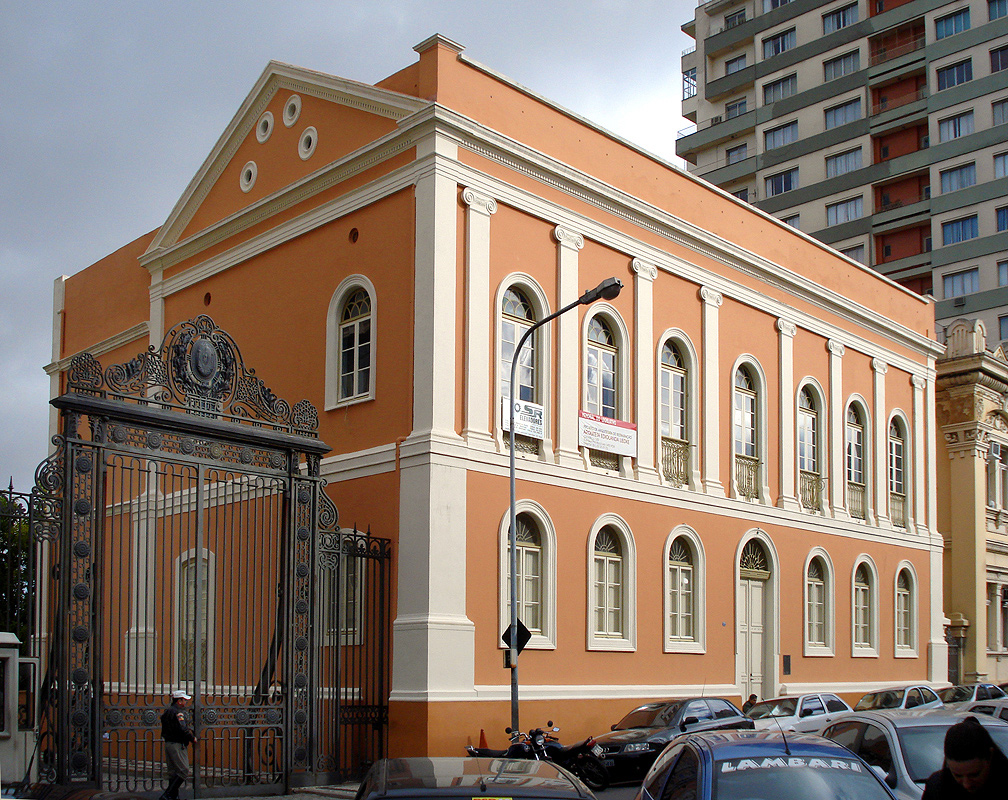
Casa da Junta
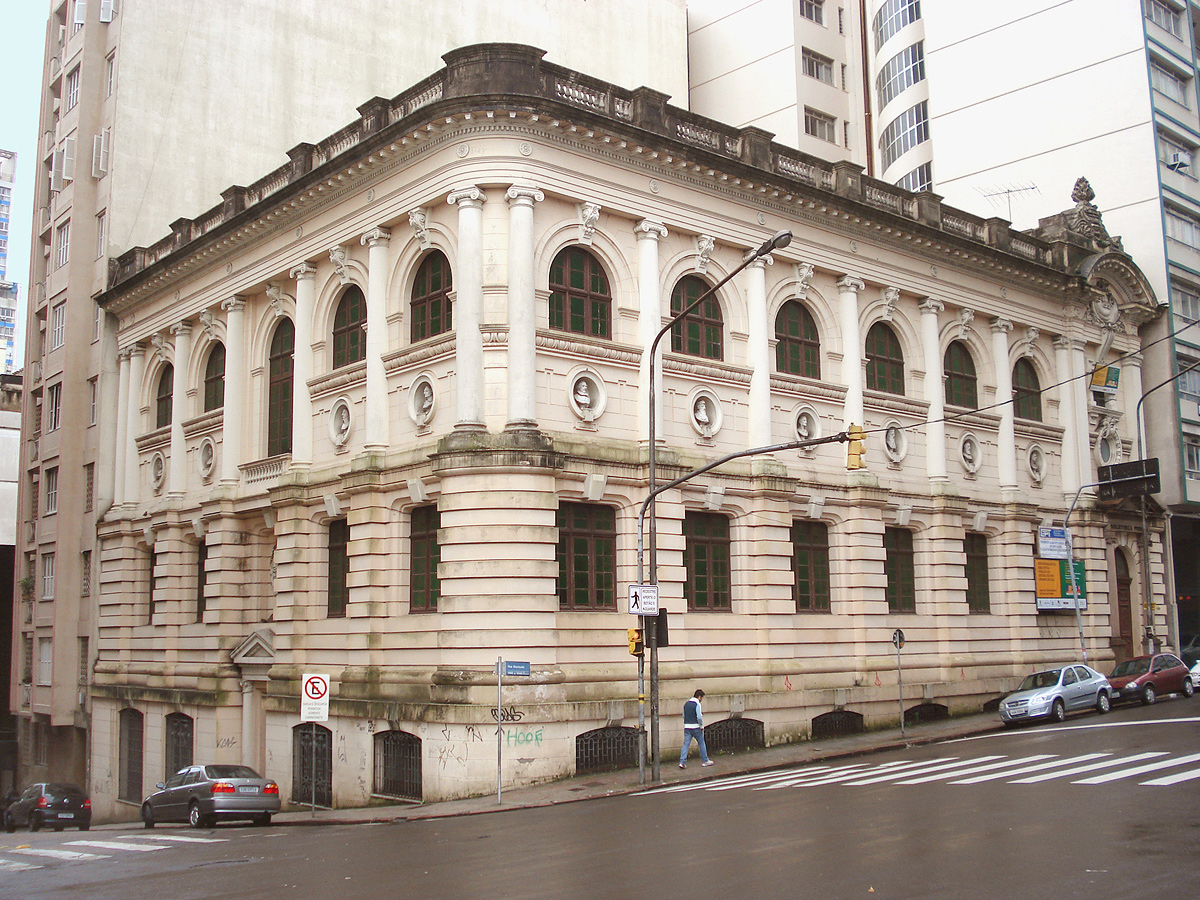
Biblioteca Pública

### Praça da Alfândega y alrededores
La Praça da Alfândega, que data de fines del siglo XVIII, surgió en el lugar donde se encontraba el antiguo puerto fluvial de la ciudad. La plaza es una de las más tradicionales de la ciudad y posee varios monumentos y esculturas en sus rincones. Declarada como patrimonio nacional y estadual junto con su entorno e incluida en el Programa Monumenta, fue reformada para que retome las características que poseía a inicios del siglo XX. En sus alrededores se agrupan varios edificios históricos importantes entre los que se destacan:

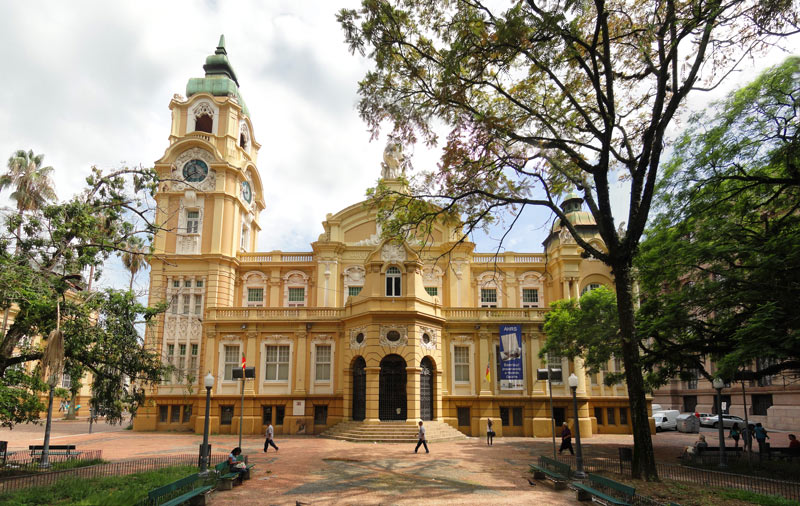
Memorial de Río Grande del Sur

- Museo de Arte de Río Grande del Sur (Praça da Alfândega, s/n), es uno de los museos de arte más importantes de Brasil. Su colección posee más de 5 mil obras, con predominancia del arte gaúcho de la segunda mitad del siglo XX, aunque el arte nacional y extranjera también estaban presentes. Su edificio fue declarado patrimonio histórico nacional y estadual.[61]
- Memorial de Río Grande del Sur (Rúa Sete de Setembro, N° 1020), es un centro de divulgación de la cultura gaúcha creado en 1996. Ocupa un edificio declarado patrimonio histórico por el IPHAN en 1980, que por mucho tiempo sirvió como sede de los Correos y Telégrafos. Reúne objetos, fotos, mapas, libros y otros materiales relativos a la historia de Río Grande del Sur.[62]
- Santander Cultural (Rúa Sete de Setembro N° 1028), mantenido por el Banco Santander, ocupa un edificio de arquitectura ecléctica con predominancia de elementos neoclásicos, declarado como patrimonio histórico estadual. Es uno de los más importantes centros culturales de la ciudad.[63]
- Edificio de la antigua Previdência do Sul, hoy ocupado por el Banco Safra, es un bello representante del estilo ecléctico, con una fachada ricamente decorada con estatuas y relieves.[64]
- Edificio de la Inspectoría de la Receita Federal, forma parte del importante grupo de edificios históricos ubicadas en los alrededores de la Praça da Alfândega, aunque se ubica en la Avenida Sepúlveda. Originalmente sirvió como la segunda aduana de la ciudad. Es un gran edificio ecléctico listado por el municipio, que se destaca por su estatua de Atlas en la fachada.[65][66]
- Edificio Hudson, también colindante con la Praça da Alfândega y con dirección en la rúa Caldas Júnior, es la sede del periódico Correio do Povo, con larga tradición en la prensa gaúcha y nacional.

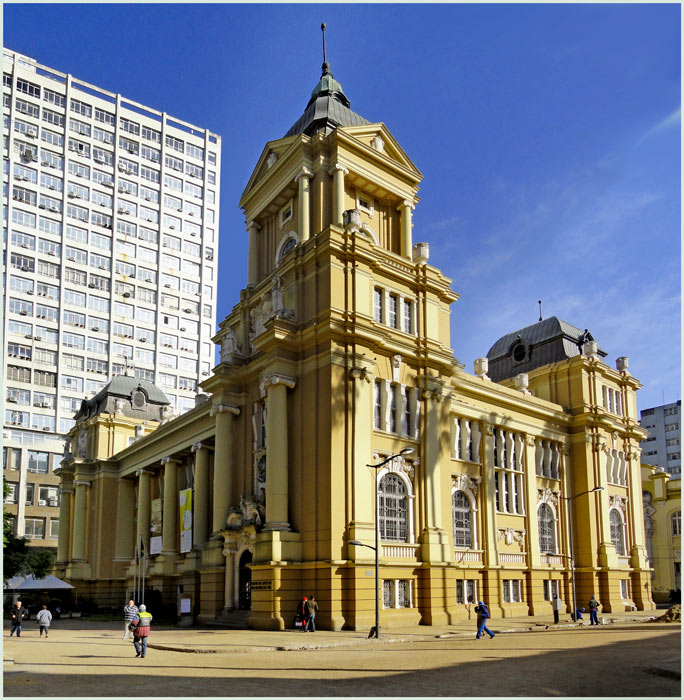
Museo de Arte de Río Grande del Sur
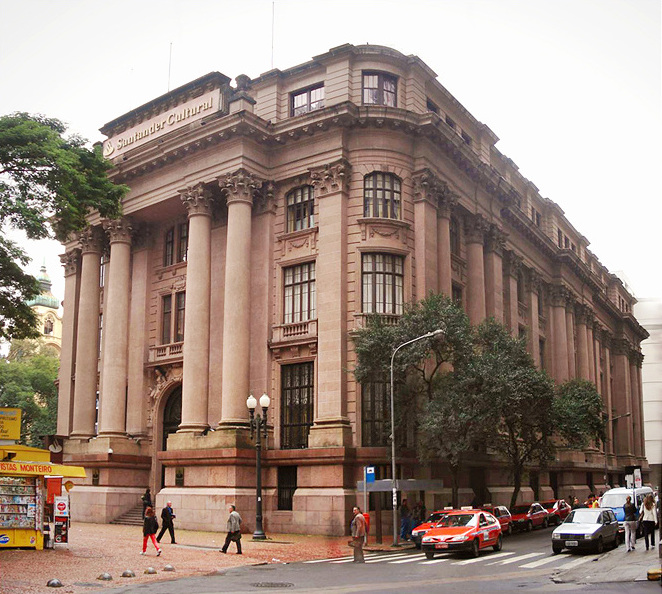
Santander Cultural
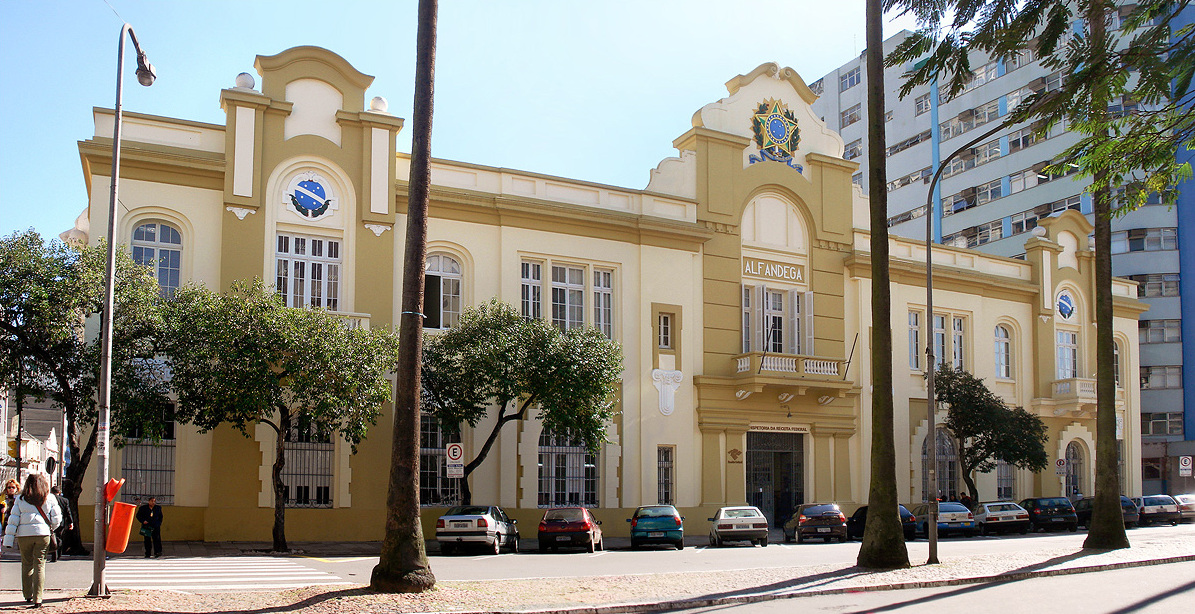
Inspectoría de la Receita Federal
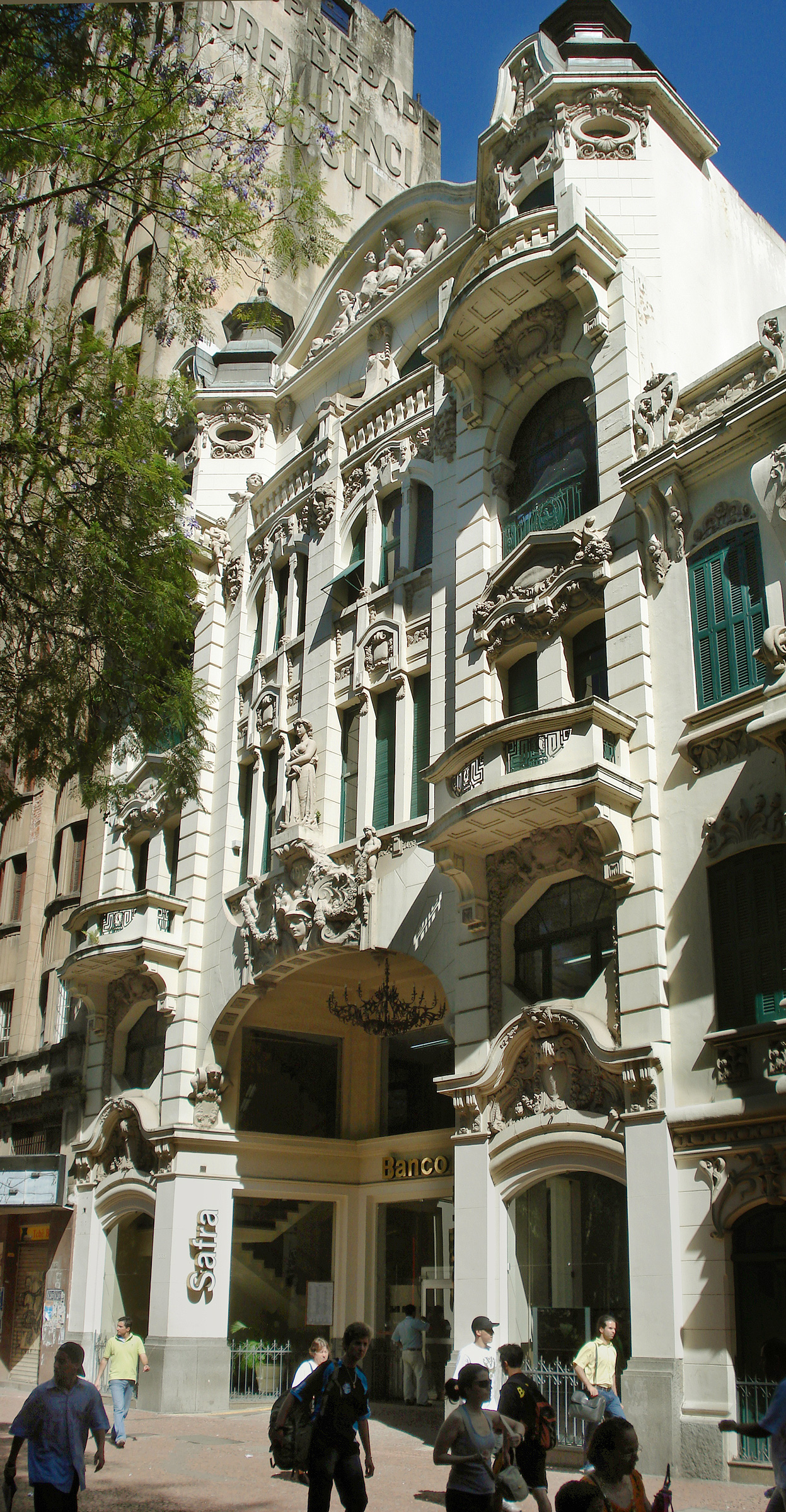
Previdência do Sul

### Palacio Municipal y alrededores
El Palacio Municipal se ubica en la Plaza Montevideo N° 10, otro espacio público histórico. Es llamado también como "Palacio de los Azorianos" o "Prefectura Vieja", fue uno de los primeros edificios locales en presentar una decoración de fachada con influencia positivista. Fue declarado patrimonio histórico por el municipio. Tiene a su frente la Fuente Talavera de La Reina, regalo de la colonia española en conmemoración del centenario de la Revolución Farroupilha.

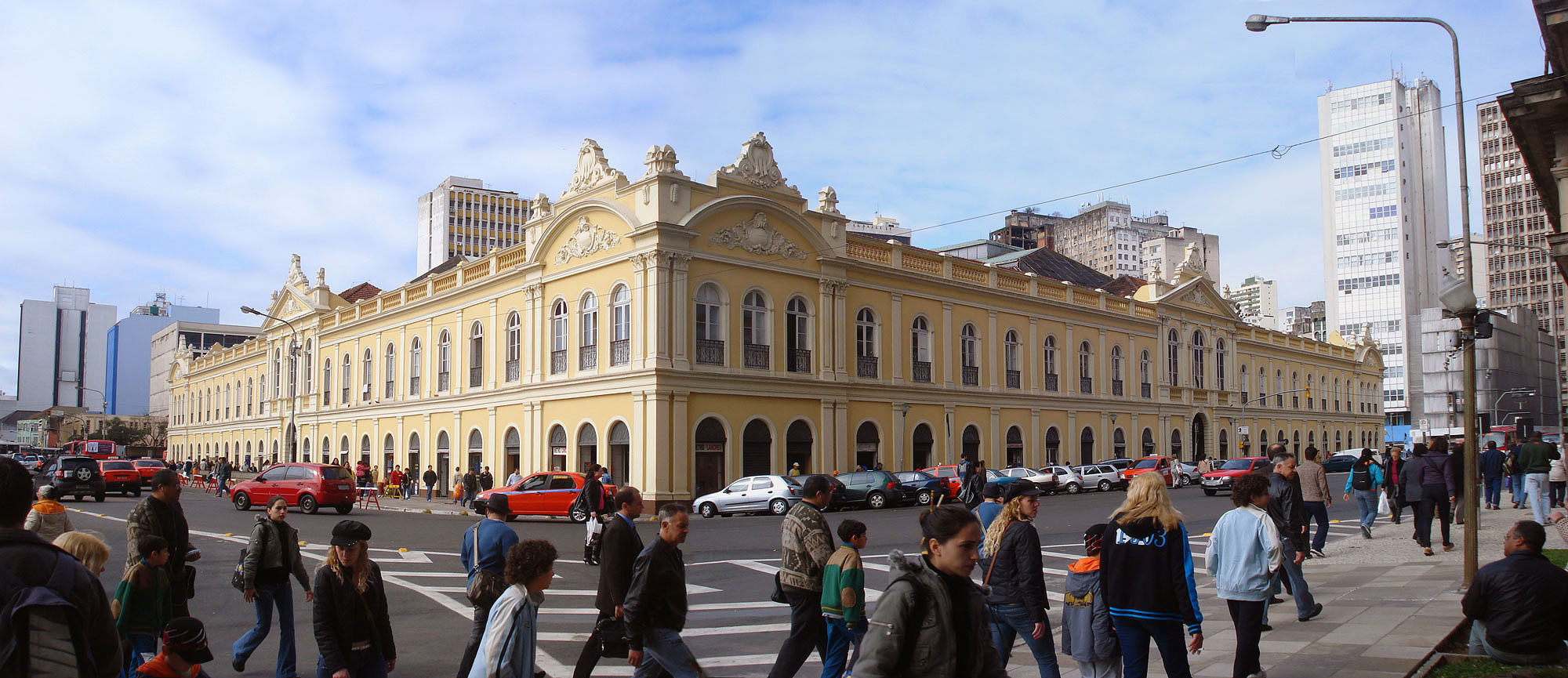
Mercado Público

- Mercado Público (Largo Glênio Peres), creado en el siglo XX, con la intención de concentrar el comercio de la carne en la ciudad en un gran local, el Mercado Público fue restaurado y modernizado por dos años, convirtiéndose en un ícono cultural y comercial de la capital, siendo declarado patrimonio histórico por el municipio. Alberga carnicerías, pescaderías, fruterías, restaurantes, panaderías, cafeterías, librerías, entre otros tipos de establecimientos.[68]
- La Praça XV de Novembro, una de las más antiguas de la ciudad, en ella se encuentra el Chalé da Praça XV, uno de los más tradicionales bares y restaurantes de Porto Alegre. Inaugurado en 1885 como un quiosco para la venta de helados, fue reformado en 1909 y 1911, y nuevamente en 1971, luego de un incendio. Fue declarado patrimonio histórico municipal manteniendo su función de restaurante. Es, hasta hoy, un punto de encuentro y de esparcimiento bastante frecuentado gracias, principalmente, a su ubicación, los árboles a su alrededor a su cocina y a la música en vivo.
- Palácio do Comércio, obra de José Lutzenberger, en estilo art déco e inaugurado en 1940, introdujo innovaciones para la arquitectura civil de la ciudad.[69]
- Muelles del Puerto (Avenida Mauá N.º 1050), administrado por la Superintendencia de Puertos e Hidrovías (SPH), se extiende entre los cais Mauá, Navegantes y Marcílio Dias. Además de recibir y embarcar insumos y productos de diversos segmentos, se destaca como un punto turístico por su belleza. El pórtico central y los almacenes A y B de los muelles Mauá fueron declarados como patrimonio histórico nacional en 1983 y el resto del conjunto fue declarado patrimonio por el municipio en 1996.[70]

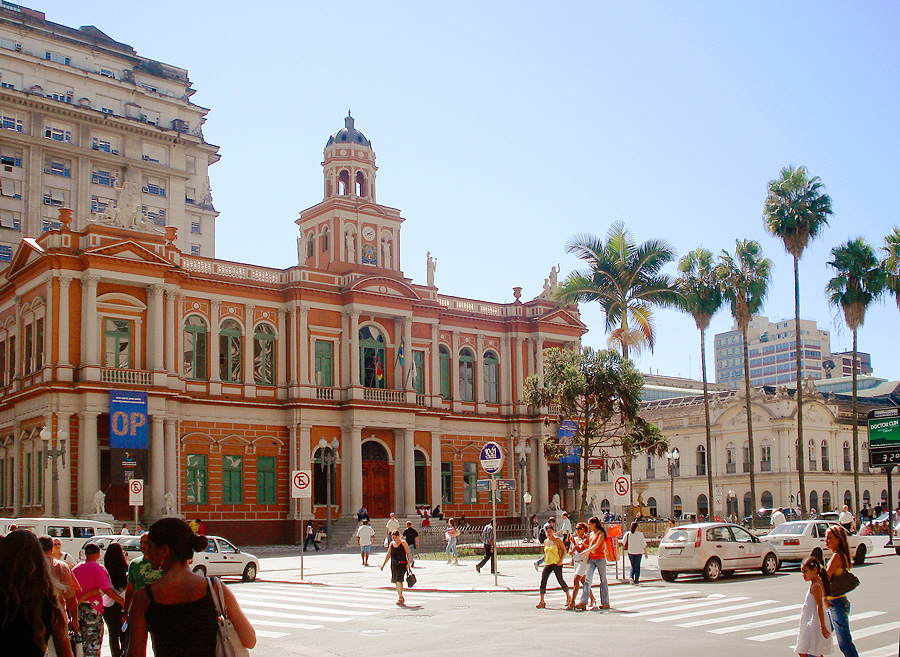
Praça Montevidéu y Palacio Municipal
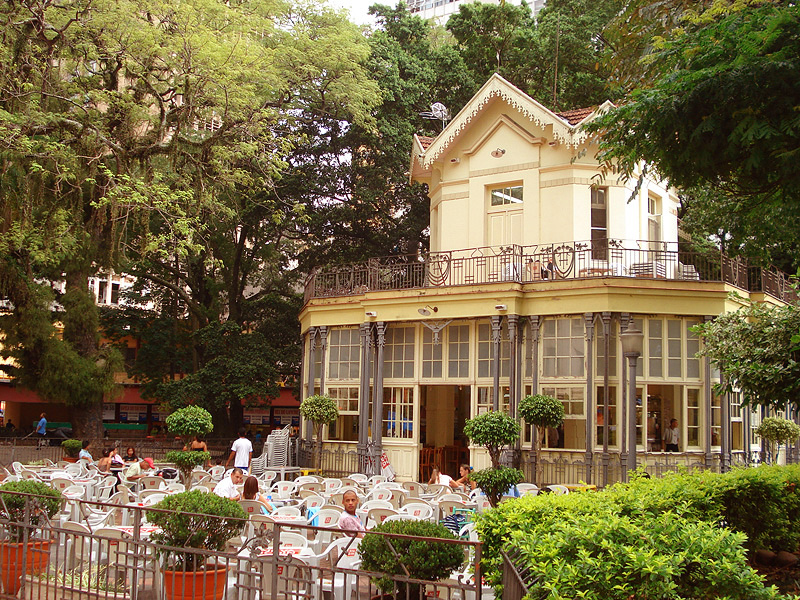
Chalé da Praça XV
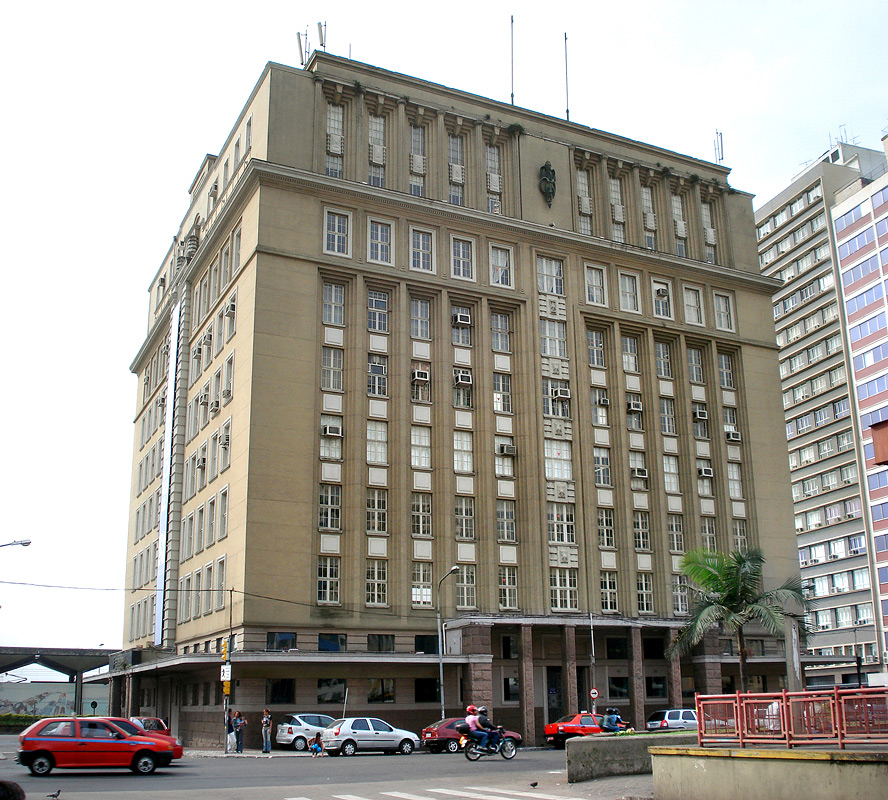
Palácio do Comércio
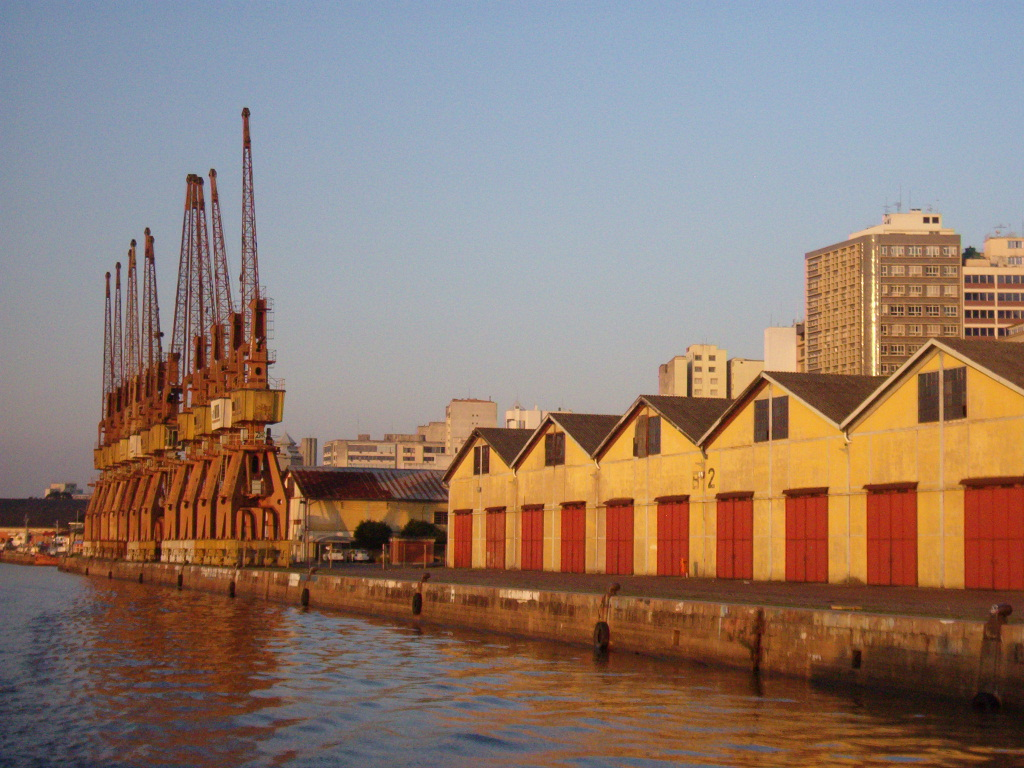
Cais Mauá

### Rúa da Praia
Partiendo de la Santa Casa se extiende la rúa dos Andradas, popularmente conocida como Rúa da Praia, vía de circulación aún cargada de folclore y sede de una serie de edificaciones históricas hasta llegar a la orilla del lago Guaíba, donde se encuentra la Usina do Gasômetro. Parte de su calzada ha sido declarado patrimonio histórico por la alcaldía.
- Santa Casa de Misericórdia (Rúa Prof. Annes Dias N° 295), un gran complejo de hospitales de referencia en América Latina, cuya historia está íntimamente ligada a la historia de la ciudad. En el 2003, ella celebró su presencia de dos siglos en la atención de la salud, la investigación y la enseñanza de la medicina en el estado. Esta relacionada, desde 1961, a la prestigiosa UFCSPA (Universidad Federal de Ciencias de la Salud de Porto Alegre). Anexa a la Santa Casa está la Capilla de Nuestro Señor dos Passos.[72][73] Esta listada por el municipio.[66]

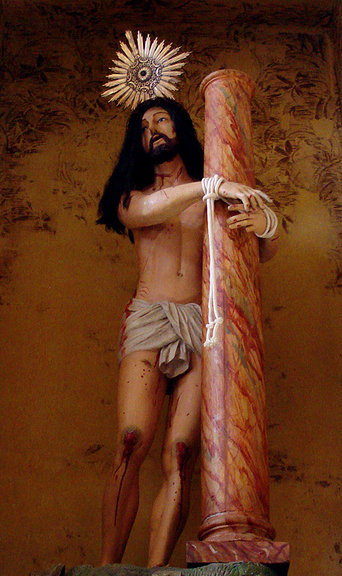
Estatua barroca en la Basílica de los Dolores

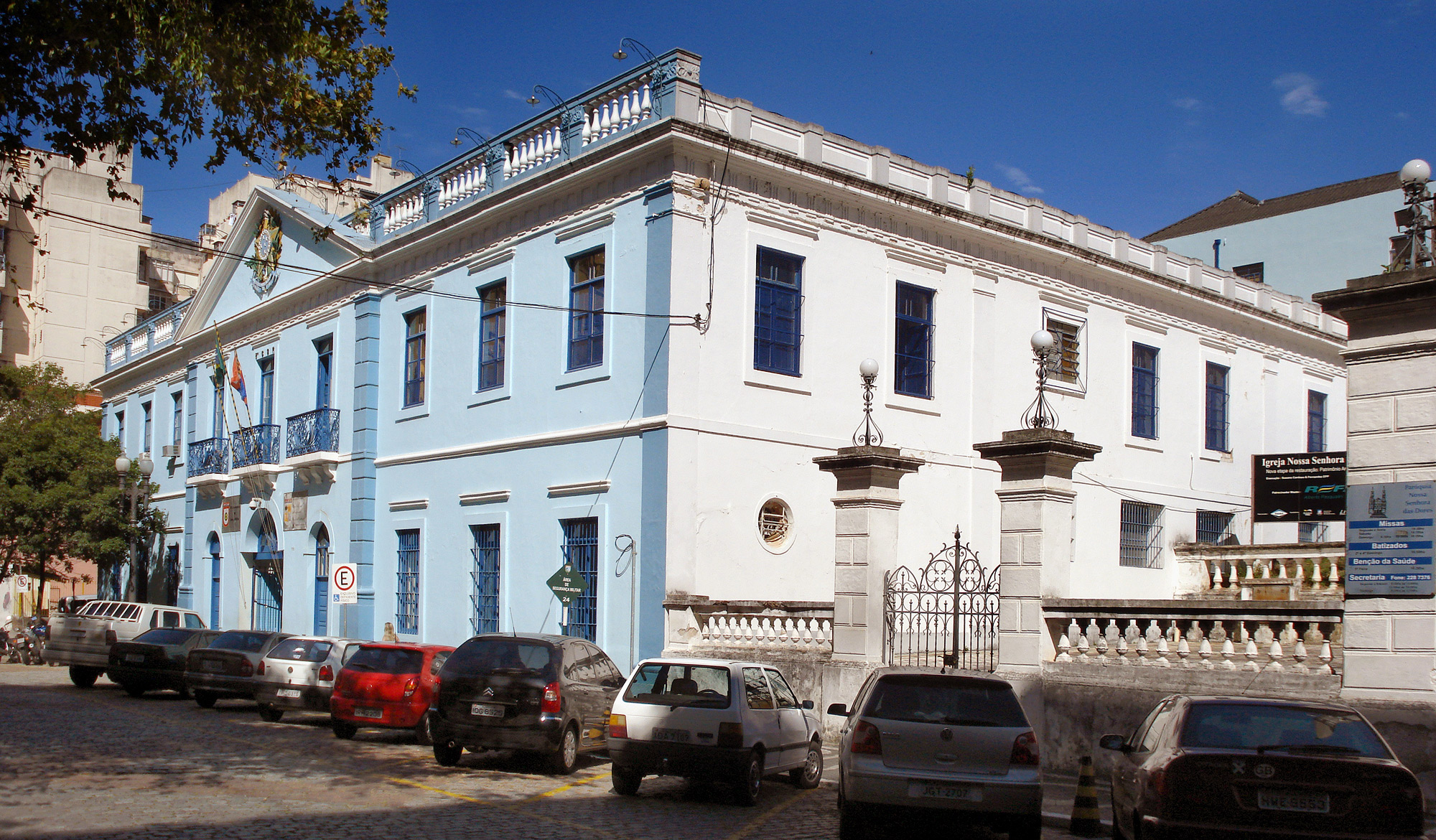
Edificio histórico del Comando Militar del Sur

- Praça Dom Feliciano, adelante de la Santa Casa y en el inicio de la rúa da Praia, es una de las más antiguas de la ciudad, establecida oficialmente en 1809, cuando fue destinada como punto de encuentro de carreteros.[74]
- En la rúa Señor dos Passos 248, a pocos metros de la rúa da Praia, está el Instituto de Artes, la primera academia de artes del estado, de gran importancia para la evolución cultural de Río Grande del Sur. Ocupa su segunda sede, un estilo en estilo Déco concluido en 1943, con un auditorio de conciertos, biblioteca, galería de exposiciones y una colección artística de gran valor, depositado en la Pinacoteca Barón de Santo Ângelo.[75]
- Centro Cultural CEEE Erico Verissimo (Rúa dos Andradas N° 1223), mantenido por la CEEE (Compañía Estadual de Energía Eléctrica), este centro cultural está dedicado a la memoria del escritor Érico Veríssimo, autor de O Tempo e o Vento, y al Museo de la Electricidad de Río Grande del Sur. Funciona en el antiguo edificio "Força e Luz", de 1929,[76] declarado como patrimonio histórico estadual.[59]
- Galería Chaves (Rúa dos Andradas), tradicional galería comercial de Porto Alegre, su proyecto es del importante arquitecto y escultor Fernando Corona, que também fue profesor de uma generación de escultores gaúchos. Nilo de Lucca colaboró en el planeamiento, y las obras estuvieron a cargo de la empresa Azevedo, Moura & Gertum, datando de 1936. Su estilo remite a los palacios renacentistas, y fue declarada como patrimonio por el municipio en 1986.[77]
- Livraria do Globo (Rúa dos Andradas N.º 268), fue la sede de la famosa librería que a mediados del siglo XX fue una de las más destacadas casas editoriales de Brasil.[78] Esta listada por el municipio.[66]
- Esquina Democrática, formada por el cruce de la Avenida Borges de Medeiros con la rúa da Praia, desde el siglo XIX desempeña una importante función social en la vida de la ciudad, siendo escenario de varias manifestaciones políticas y culturales novables. El espacio se fijó en el imaginario popular como una entidad distinta a partir de los años 70, y en los años 80 recibió su nombre actual. Por su importancia histórica y social, la "Esquina" fue declarada como patrimonio histórico por el municipio el 17 de septiembre de 1997.[79]
- Museo de Comunicación Social Hipólito José da Costa (Rúa dos Andradas N° 959), nombrado en honor de Hipólito José da Costa, considerado el "padre de la prensa brasileña", exhibe en su colección la evolución tecnológica dentro del área de la Comunicación Social a lo largo del tiempo. El edificio fue declarado patrimonio a nivel estadual.[59][80]
- Catedral de la Santísima Trinidad (Rúa dos Andradas N.º 880), concluida en 1903, desde 1949 es la sede la diócesis MEridional de la Iglesia Episcopal Anglicana de Brasil. De estilo neogótico de influencia inglesa, posee un importante coro de madera tallada en su altar mayor. Fue declarada patrimonio histórico por el municipio en 1981.[81]
- Casa de Cultura Mario Quintana (Rúa dos Andradas N° 736), es un gran centro cultural, cuyos espacios están dedicados al cine, a la música, las artes visuales, la danza, el teatro y la literatura. Lleva el nombre del poeta Mário Quintana (1906-1994), que residió en el inmueble, antiguamente el hotel Majestic, por muchos años de su vida.[82] Ha sido declarada como patrimonio a nivel estadual.[59]
- Edificios históricos del Comando Militar del Sur (Rúa dos Andradas), un grupo de cuatro edificios pertenecientes al Comando Militar del Sur, que datan del siglo XIX e inicios del siglo XX, alineadas a lo largo de la rúa da Praia. Son las siguientes: el edificio de la 8.ª Circunscripción de Servicio Militar, el antiguo Cuartel General del Ejército, el Museo del Comando Militar del Sur y el Cuartel del Comando General, donde también funciona el Museo de la Brigada Militar, un edificio declarado patrimonio a nivel estadual.[59]
- Basílica Menor de Nuestra Señora de los Dolores (Rúa Riachuelo N° 630), construida inicialmente en estilo barroco colonial, su primera piedra fue puesta el 2 de febrero de 1807. Su construcción se demoró y tuvo modificaciones en el proyecto. Fue terminada recién en 1904 cuando se terminó la fachada, ya en estilo ecléctico. Es la iglesia más antigua de la ciudad aún en existencia. Fue declarada como patrimonio nacional por la IPHAN desde 1938.[83]
- Museo del Trabajo (Rúa dos Andradas N° 230), con una colección formada por máquinas, instrumentos de trabajo, fotografías, documentos y otros materiales que retratan la evolución de las actividades productivas en Río Grande del Sur y sus reflejos en la sociedad gaúcha.[84]
- Usina del Gasómetro (Avenida Presidente João Goulart N° 551), inaugurada por uma empresa estadounidense en 1928, la antigua central termoeléctrica fue desactivada en 1970 y, luego de un periodo de deterioro, fue restaurada para convertirse en un centro cultural, constituyendo hoy una de las tarjetas postales de la ciudad.[85] Ha sido declarado patrimonio histórico estadual.[59]

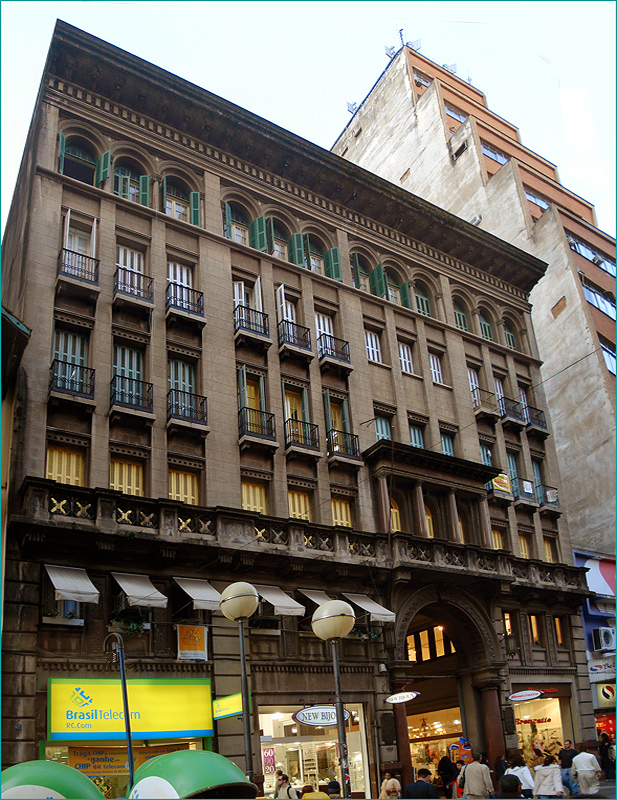
Galería Chaves
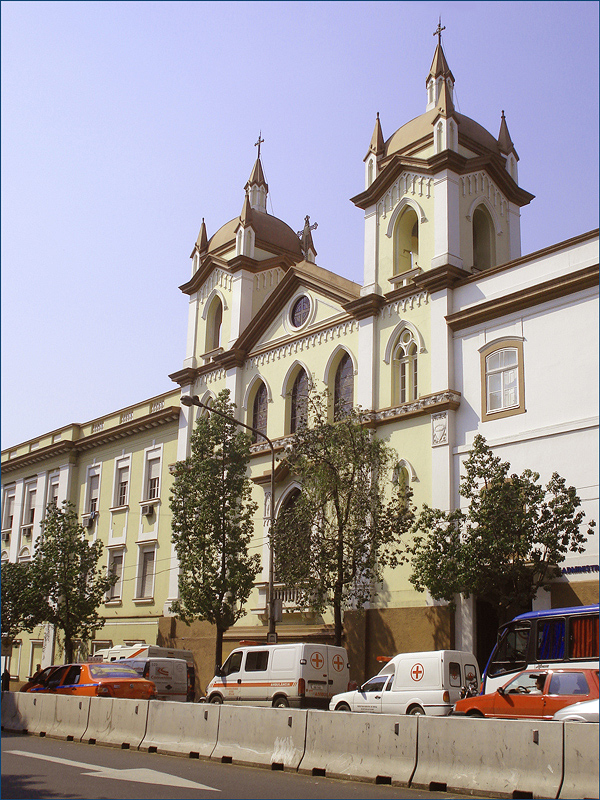
Capilla de Nuestro Señor dos Passos da Santa Casa
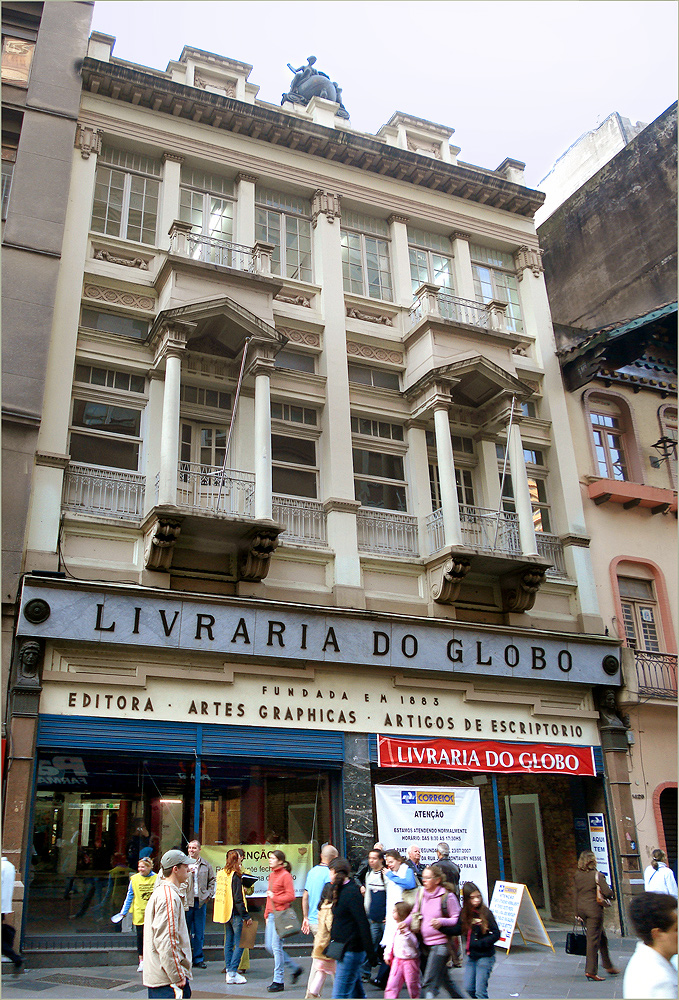
Livraria do Globo
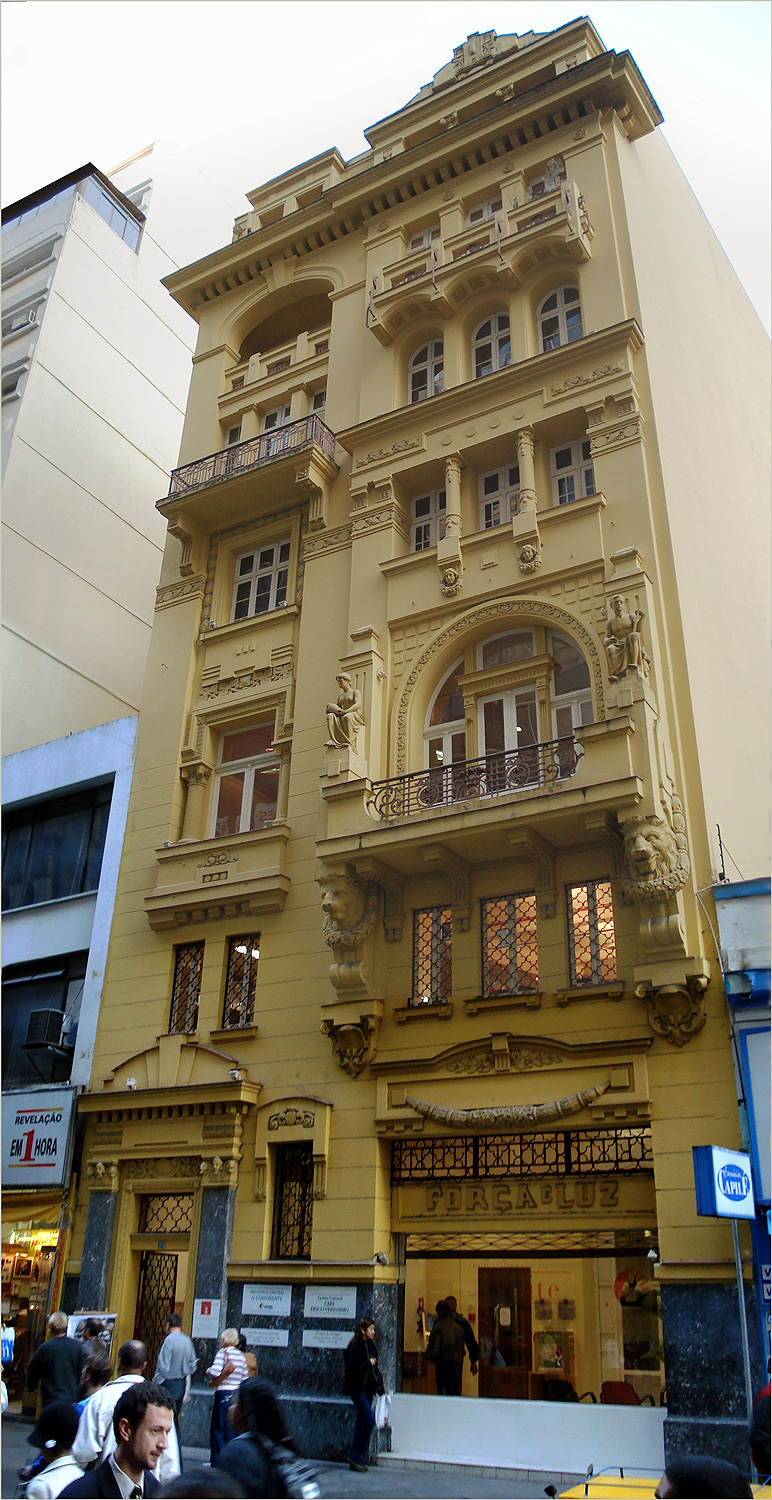
Centro Cultural CEEE Érico Veríssimo
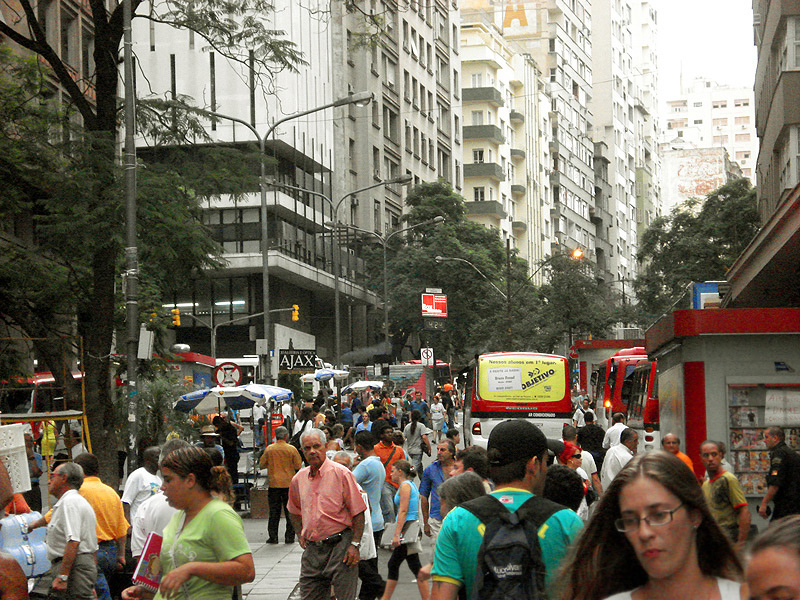
Esquina Democrática
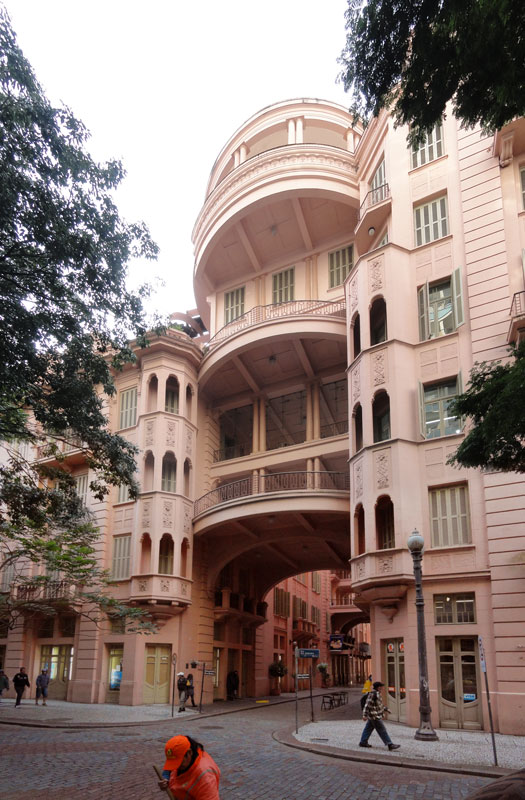
Casa de Cultura Mario Quintana
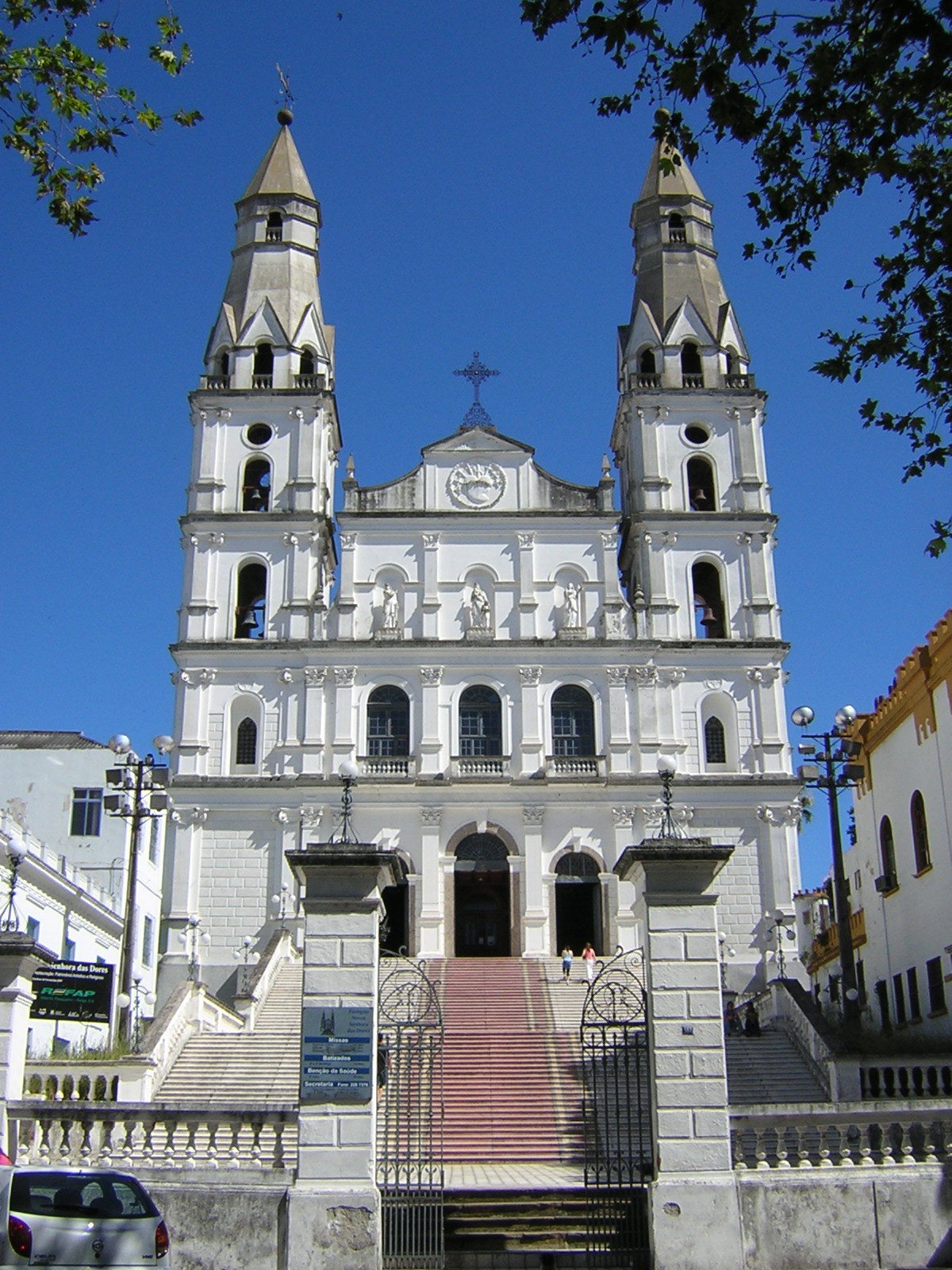
Basílica Menor de Nuestra Señora de los Dolores
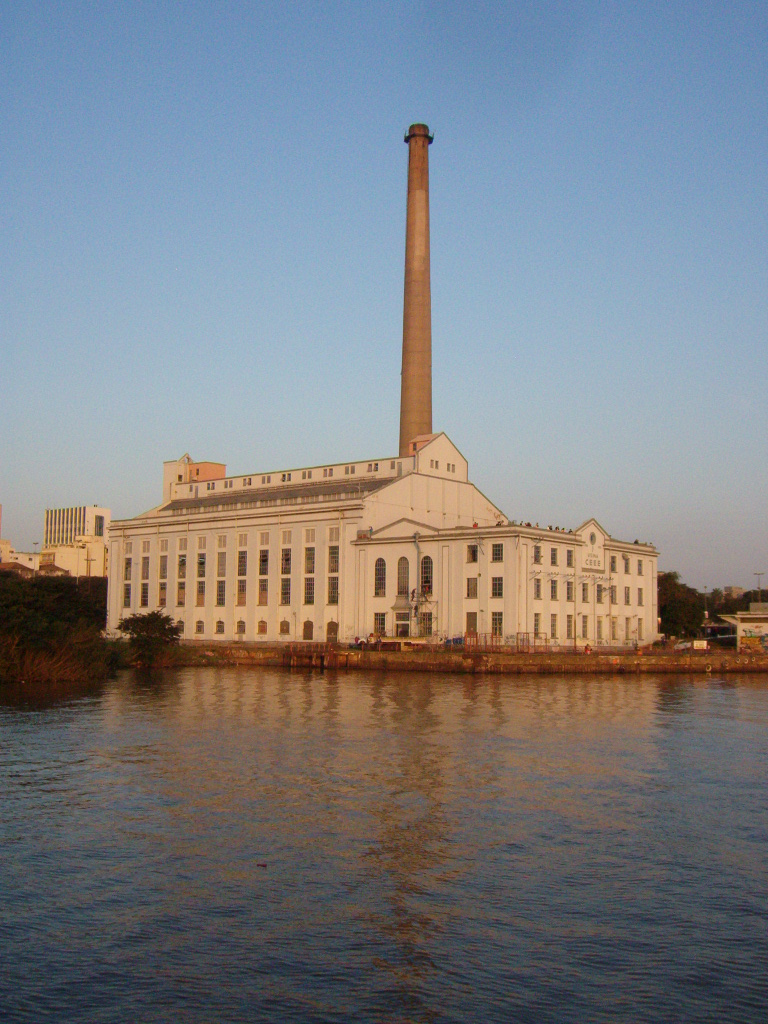
Usina del Gasômetro

### Praça Conde de Porto Alegre y manzanas entre las rúas Riachuelo y Duque de Caxias
La Plaza Conde de Porto Alegre, una de las más antiguas de la ciudad, registrada desde 1829, se ubica donde fue el portón de la antigua villa colonial. Ubicada entre las rúas Duque de Caxias y Riachuelo, posee un importante monumento al Conde de Porto Alegre, el primer monumento de la ciudad, que originalmente fue instalado en la Praça da Matriz, al frente del palacio de gobierno. Es una estatua de mármol del héroe militar, esculpida en 1885 por Adriano Pittanti auxiliado por Carlo Fossati. En los alrededores de la plaza hay edificaciones de interés histórico: 

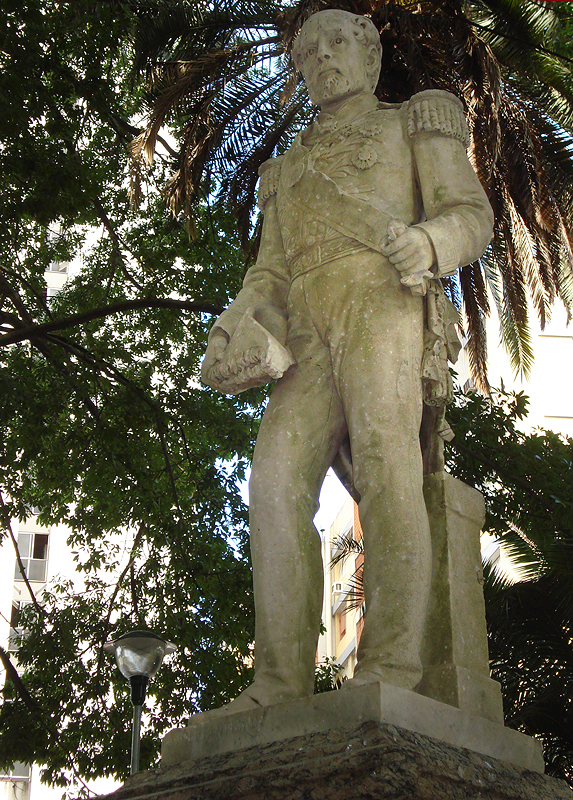
Monumento al Conde de Porto Alegre

- Confeitaria Rocco, abierta entre 1910 y 1912, por la suntuosidad de sus espacios y excelente atención se convirtió pronto en uno de los puntos de encuentro predilectos de la élite portoalegrense. Tiene una fachada ecléctica muy adornada donde se destacan grandes atlantes. Fue declarado patrimonio por la alcaldía en 1997.
- Casa Parreira Machado, una buena representante de la arquitectura residencial sofisticada de inicios del siglo XX con un estilo ecléctico. Fue declarada como patrimonio por la alcaldía el 20 de abril de 1990. Actualmente está ocupada por la Fundación de Economía y Estadística Siegfried Emanuel Heuser.
- Catedral Metodista de Porto Alegre (Rúa Duque de Caxias N° 1676), es una edificación neogótica que, aunque simple y despejada, se torna rara por estar inspirada en la versión estadounidense del estilo y, en especial, por ser la cuna del metodismo en el estado.

- Pinacoteca Ruben Berta, instalada en una casona antigua declarada como patrimonio histórico, de 1893, perteneciente a la familia de Ariosto Pinto, típico representante de la residencia aristocrática recientemente restaurada y adaptada a la función de museo, albergando una colección municipal.[90]
- Edifício Tuyuti, ubicado en la esquina de la rúa Riachuelo con Caldas Júnior, fue construido en 1925 en estilo ecléctico con elementos Art Nouveau. Fue declarado como patrimonio por la alcaldía el 30 de octubre de 1990.[91]
- Solar Riachuelo, ubicado en la rúa Riachuelo N° 525, fue construido hacia 1906 como residencia de António Francisco Soares. Actualmente funciona como un centro de eventos. Ha sido declarado como patrimonio por la alcaldía.[92]
- Edificio en la rúa Riachuelo 933, extraño remanente de edificación residencial ecléctica de varios pisos. Permanece en condiciones prácticamente originales. Tiene una rica y delicada decoración en la fachada, con balcones de rejas de fierro trabajado en estilo bombée y columnas corintias. Fue declarado como patrimonio en 1997 por la alcaldía.[93]
- Solar del Conde de Porto Alegre (esquina con la rúa Gen. Canabarro), un buen ejemplo de edificación artística de mediados del siglo XIX, aunque sufrió reformas a inicios del siglo XX. Es importante por haber sido la residencia del Conde de Porto Alegre, ilustre personaje de la historia riograndense, siendo declarado como patrimonio por el municipio en 1998.[94]
- Escalera de la rúa João Manoel, tradicional escalera construida a inicios del siglo XX con un belvedere y una arquitectura que se desarrolla en niveles sucesivos. El proyecto fue suscrito por el arquitecto Cristiano de La Paix Gilbert y ejecutado por la constructora de Theodor Wiederspahn. Ha sido declarada como patrimonio histórico por la alcaldía.[95]
- Edificio João Paz Moreira, con proyecto de Theodor Wiederspahn, de 1926, es una gran casona residencial-comercial en estilo ecléctico con predominio de la estética déco. En 1979 fue listado como edificación de interés sociocultural por la alcaldía.[96]

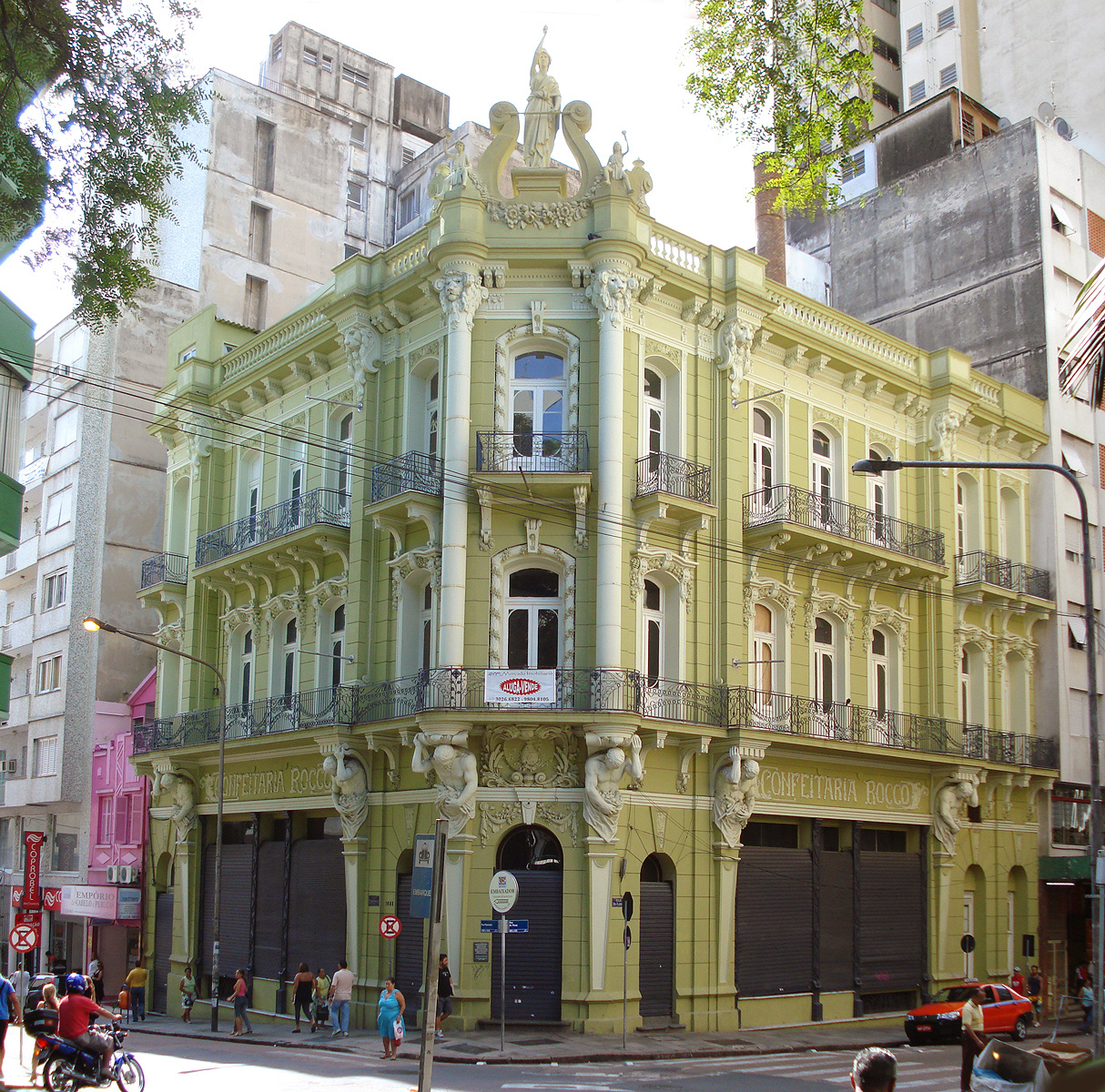
Confeitaria Rocco
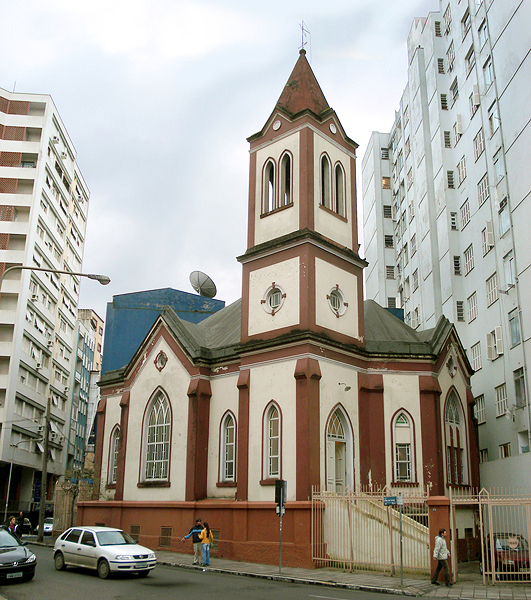
Catedral Metodista
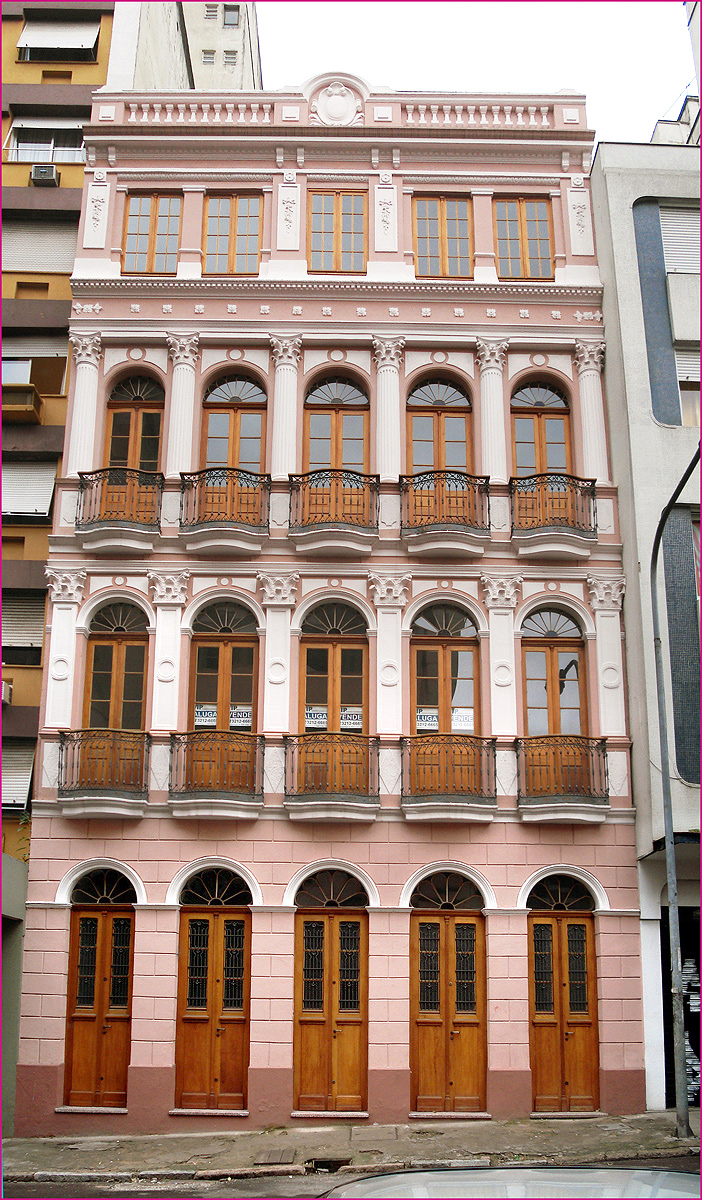
Edificio de la rúa Riachuelo 933
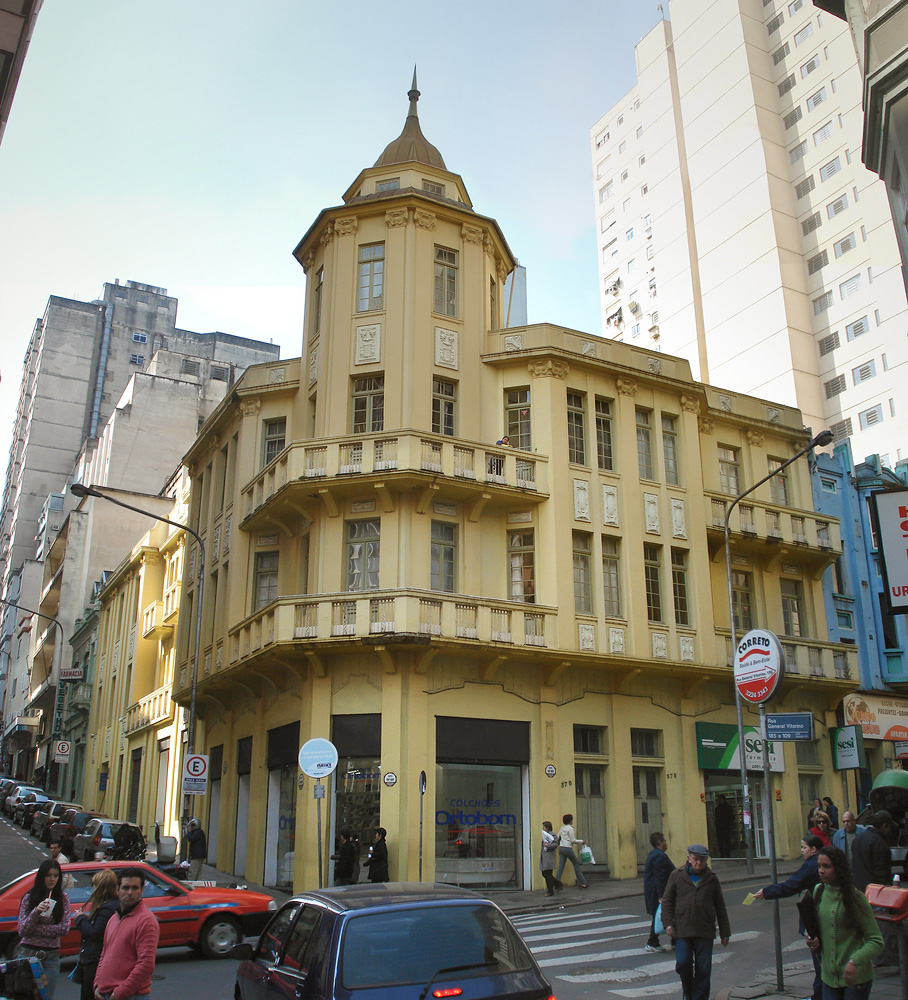
Edificio João Paz Moreira

### Otros monumentos
- Edificios históricos de la Universidad Federal de Río Grande del Sur, ubicados en el campus central de la universidad que se divide entre los barrios Centro y Farroupilha. Cuenta doce edificios de los que algunos tienen dimensiones palaciegas. El conjunto fue declarado patrimonio histórico del estado de Río Grande del Sur desde el 15 de septiembre del 2000 y dos edificios también son parte del patrimonio histórico nacional.[97]

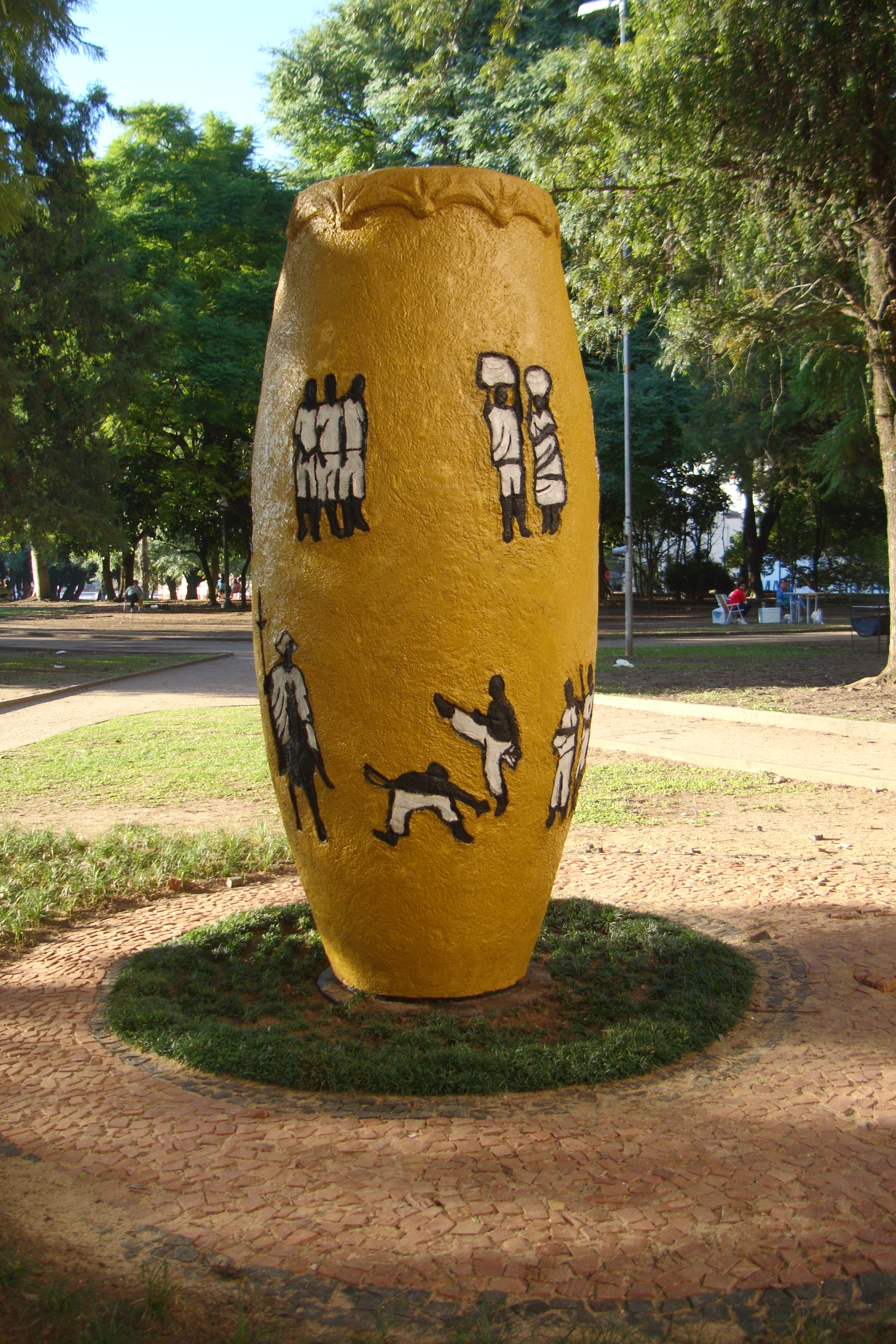
El monumento "El Tambor" en la Plaza Brigadeiro Sampaio, parte del Museo de Historia Negra

- Viaducto Otávio Rocha (Cruce de la rúa Duque de Caxias sobre la avenida Borges de Medeiros), según proyecto de Manoel Barbosa Assumpção Itaqui y Duilio Bernardi, se entregó al público en 1932. El viaducto es una imponente estructura de concreto armado con tres vanos. Al centro, al nivel de la avenida, bajo los arcos que sostienen las escaleras monumentales que dan acceso al nivel superior, existen dos pórticos con nichos donde se instalaron grupos escultóricos creados por Alfred Adloff, importante artista local de inicios del siglo XX. Desde su construcción, el viaducto es un importante punto de referencia de la ciudad. Sus características arquitectónicas, así como su relevancia sociocultural, llevaron a que el municipio lo declarara como patrimonio en 1988.[98]
- Museo de Historia Negra de Porto Alegre, museo a cielo abierto que une diversos sitios históricos, monumentos y obras de arte que tienen una marcada relación con la comunidad negra en temas relativos a la memoria, identidad y ciudadanía.[99]
- Edificio Ely (Rúa Conceição N.º 283), fue proyectado y construido entre 1922 y 1923 por el destacado arquitecto Theodor Wiederspahn, siendo la primera construcción con estructura de concreto armado en Porto Alegre y uno de los más espectaculares ejemplares de su producción. Fue declarado como edificación de interés histórico por el municipio.[100]
- Iglesia São José, proyecto del insigne arquitecto y pintor José Lutzenberger. Es una de sus obras más importantes con una original interpretación del estilo ecléctico ya con trazos decó.[89]
- Antiguo Cine Teatro Carlos Gomes, tradicional casa de espectáculos y diversiones y uno de los más longevos cines de la ciudad. Se inauguró en abril de 1923 hasta junio del 2002 en la rúa Vigário José Inácio 355. Entró en declive a partir de los años 60 y hoy es una casa comercial que restauró el exterior del edificio devolviéndole sus condiciones originales de una arquitectura ecléctica con una fuerte inspiración clásica, con una fachada adornada por relieves y estatuas. No obstante, su interior está muy cambiado.[101]

Además de este gran grupo de edificaciones, que están entre las más importantes, las calles más antiguas del Centro Histórico preservan evidencias de sus trazos originales y la memoria de los tiempos de otrora en varios edificios y residencias de menor destaque, muchas veces en importantes trechos homogéneos que contribuyen a dar un aura peculiar al barrio. En otros lugares existe una rica ilustración de las principales fases evolutivas de la arquitectura porto-alegrense. La alcaldía listó más de mil inmuebles del Centro Histórico en su "Inventario de Patrimonio Cultural", lo que les ofrece protección y valorización.

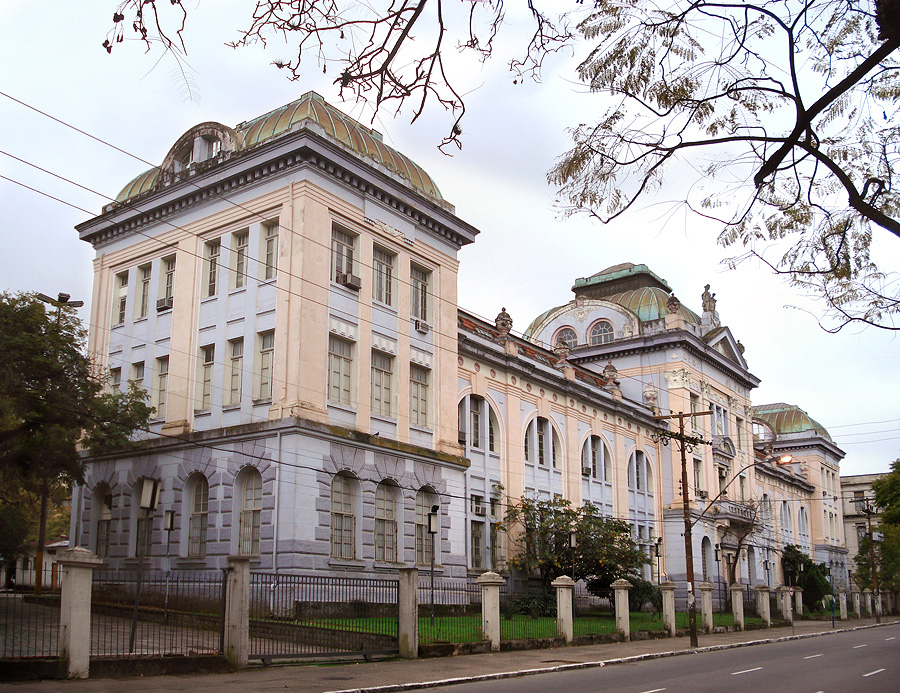
Instituto Parobé, en el campus central de la UFRGS
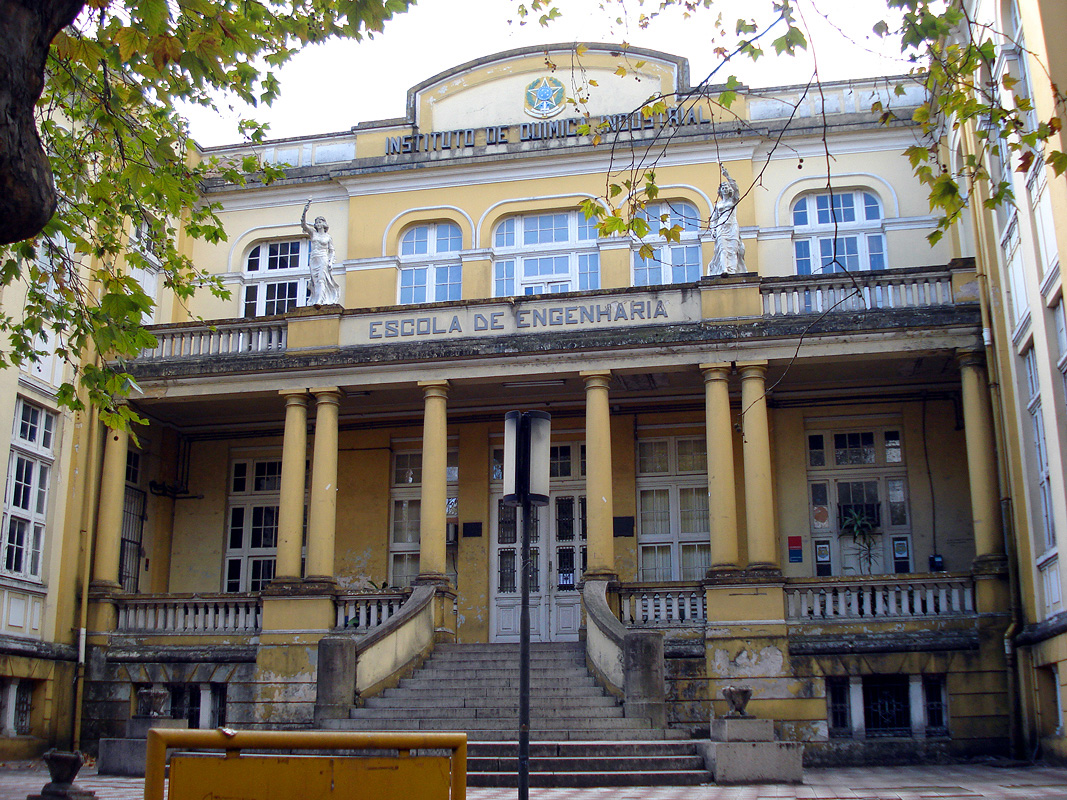
Antiguo Instituto de Química de la UFRGS
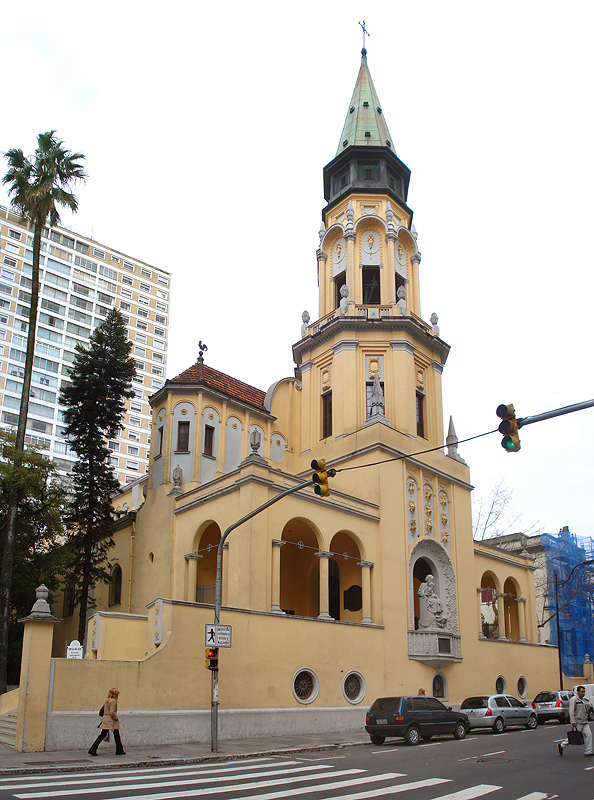
Iglesia São José
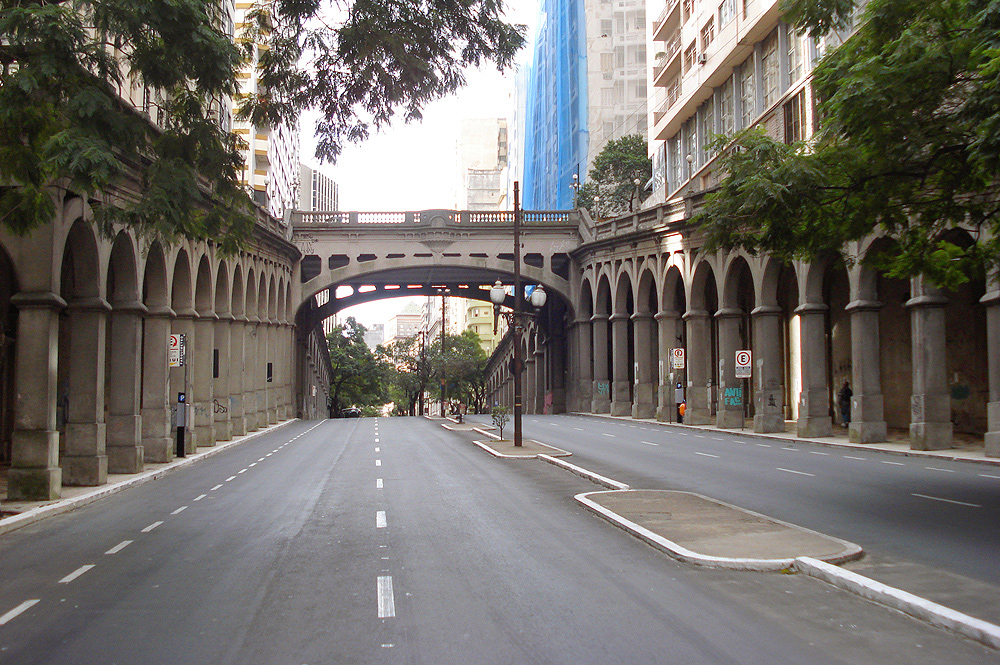
Viaducto Otávio Rocha
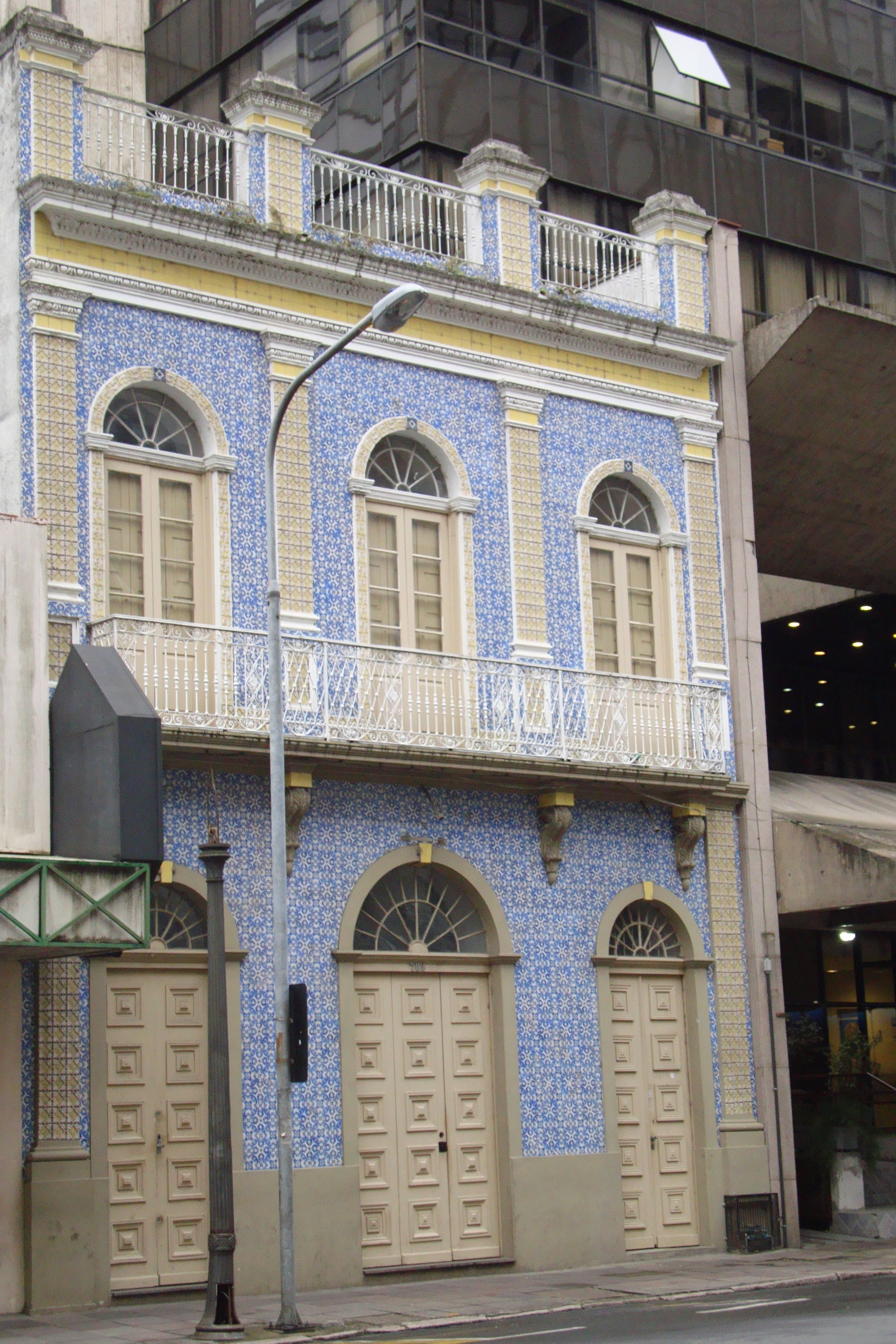
Casa de Azulejos en la rúa Sete de Setembro
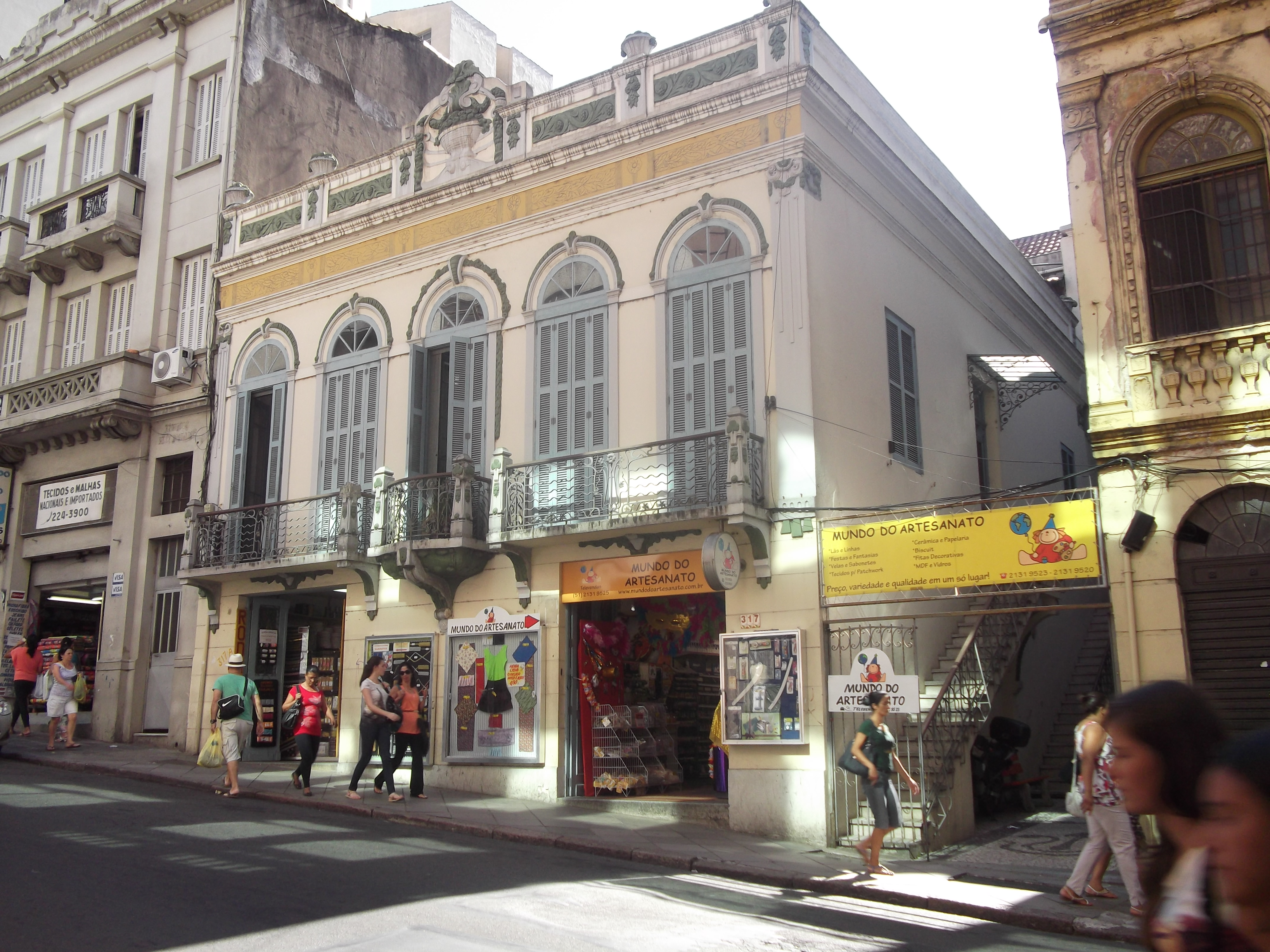
Casonas en la rúa Pinto Bandeira
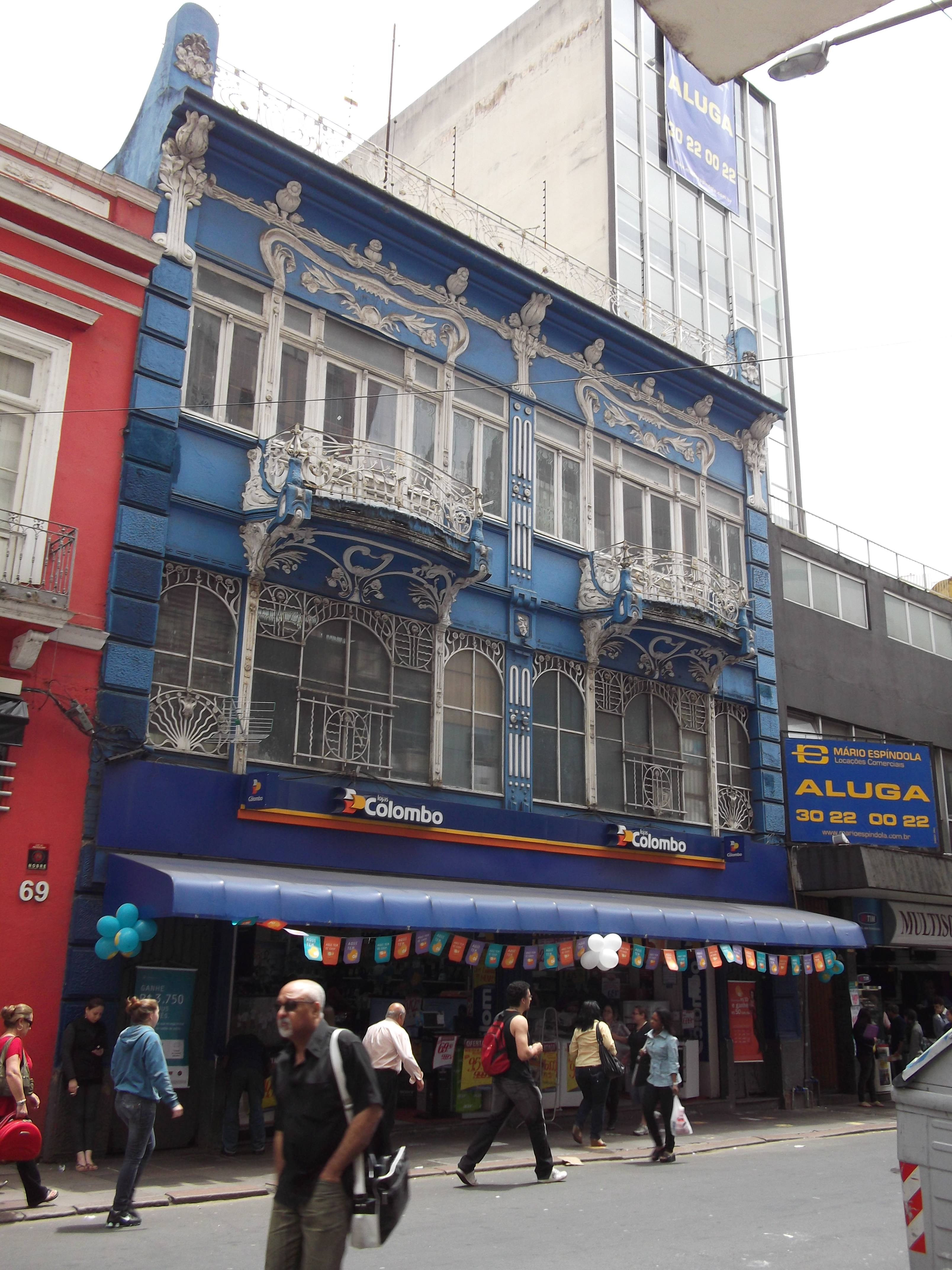
Rúa Doutor Flores 119
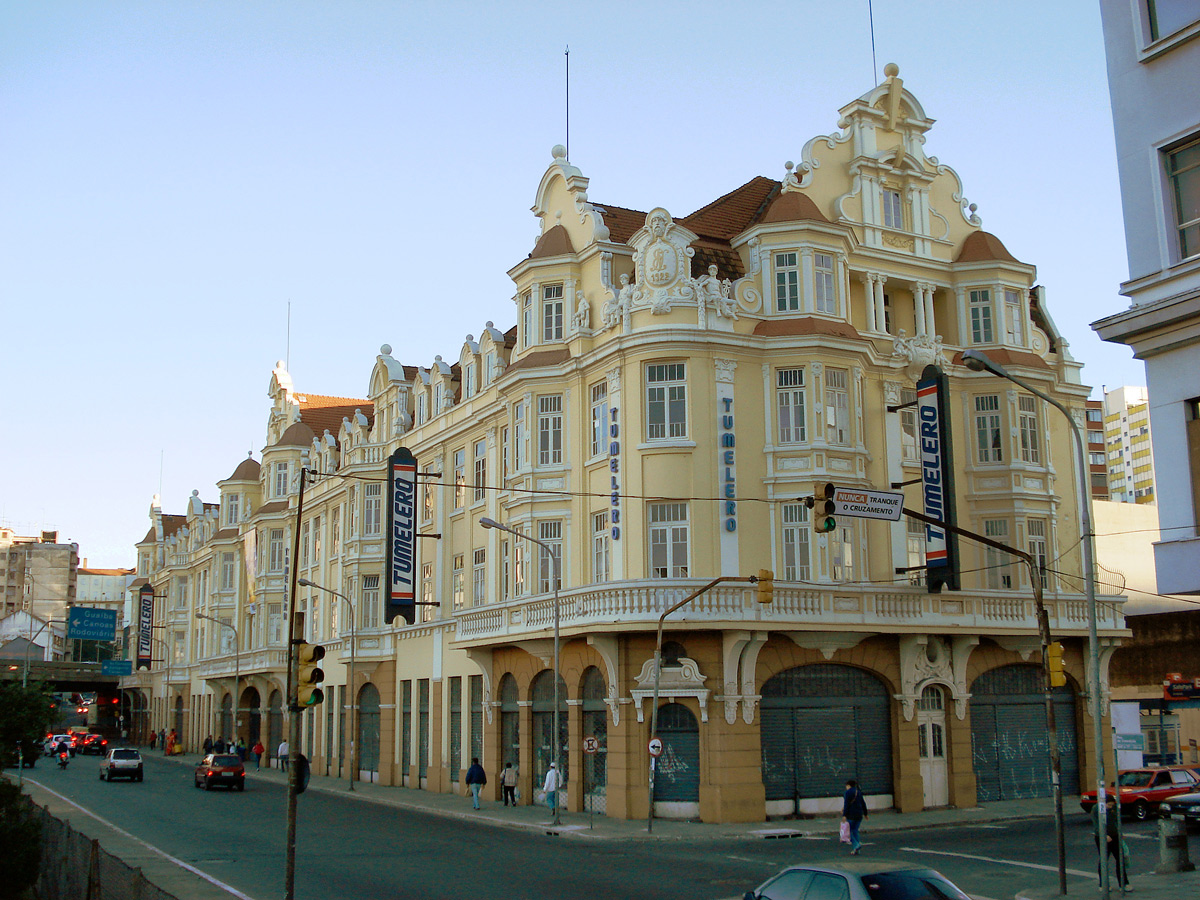
Edificio Ely